# Domaine national de Saint-Cloud
Pour les articles homonymes, voir Saint-Cloud (homonymie).
Le domaine national de Saint-Cloud, plus communément appelé parc de Saint-Cloud, est un parc situé sur les territoires des communes de Saint-Cloud (majoritairement), de Marnes-la-Coquette, de Sèvres et de Ville d'Avray dans le département des Hauts-de-Seine, près de Paris.
Avec ses 460 hectares, le parc de Saint-Cloud, site naturel protégé depuis 1923, a obtenu en 2005 le label Jardin remarquable. Le domaine a été classé à l'inventaire des monuments historiques dès 1900,. Le domaine est inscrit sur la liste des domaines nationaux par décret n° 2022-906 du 17 juin 2022.
La tempête de décembre 1999 a fortement endommagé la forêt, dont la restauration continue.
Le parc abrite le pavillon de Breteuil, lieu de conservation du mètre-étalon de 1889.

## Localisation
Le domaine national de Saint-Cloud est situé au sud de la commune, à l'ouest du bras de la Seine, principalement sur le territoire de la commune de Saint-Cloud et secondairement sur les territoires des communes de Marnes-la-Coquette, de Sèvres et de Ville d'Avray.
Le domaine appartient à l’État. Il comprend le pré Saint-Jean, vaste ensemble sportif géré par le conseil départemental des Hauts-de-Seine. C'est dans le Pré Saint-Jean que chaque année en septembre est organisé le Famillathlon dans le cadre du week-end Rendez-vous « Sport, Santé Bien-être ».

## Historique

### La genèse du domaine, de la fin duXVeauXVIesiècle

#### La naissance du domaine

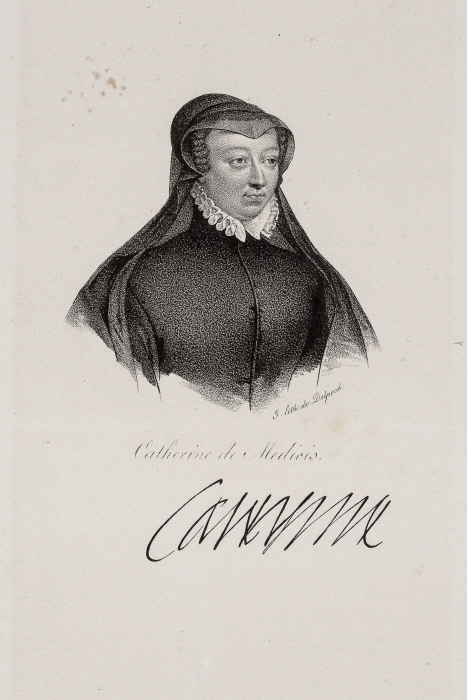
Portrait de Catherine de Médicis.

L'histoire du Domaine national de Saint-Cloud commence à la fin du XVIe et plus précisément en 1577 lorsque la Reine mère, Catherine de Médicis, fait l'acquisition de l'hôtel d'Aulnay. Petit domaine de 13 arpents (environ 5 hectares), ce dernier est traversé par le ru de Vaulichard (ruisseau) et comporte une source d'eau potable. C'est pour cette source que Catherine de Médicis achète la propriété, avec le projet à terme de conduire la précieuse eau jusqu'au palais des Tuileries. Elle en fait don la même année à l'un de ses fidèles écuyer, Jérôme de Gondi, issu tout comme elle, d'une grande famille de Florence en Italie. Il est le premier introducteur des ambassadeurs à la cour du roi, tout comme son fils, Jean-Baptiste II de Gondi, qui hérite du domaine à sa mort.

#### L'assassinat du roi Henri III

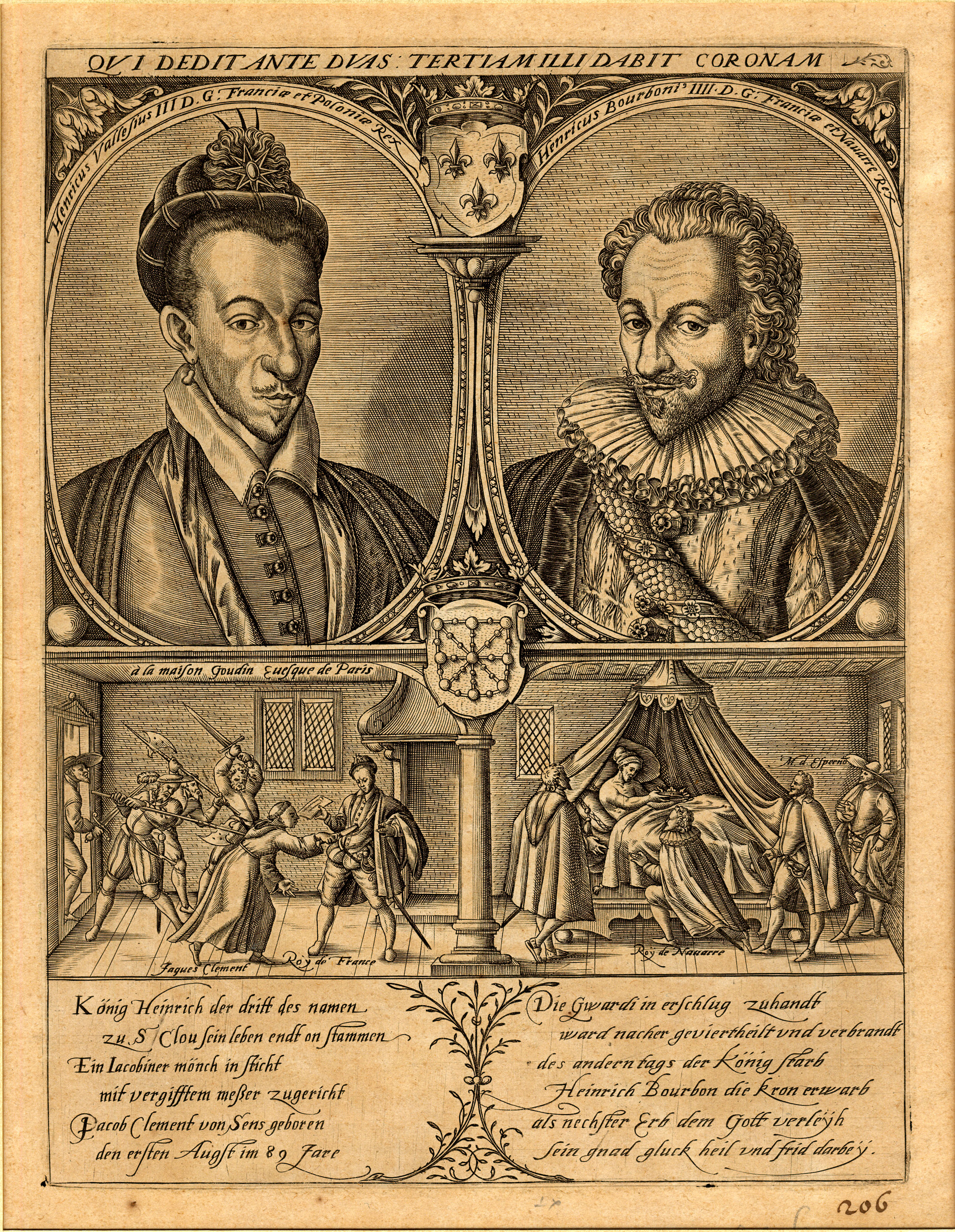
Assassinat du roi Henri III par Jacques Clément.

Installé à Saint-Cloud dans l'attente du siège de Paris, ce 1er août 1589, vers huit heures du matin, Henri III accueille sur sa chaise percée, le procureur général accompagné d’un moine dominicain ligueur, Jacques Clément, qui se dit porteur de nouvelles en provenance du Louvre. Devant l'insistance du religieux à vouloir parler en privé avec le souverain, Roger de Bellegarde, premier gentilhomme de la Chambre, laisse le moine s'approcher du roi. Selon les versions des chroniqueurs de l'époque, le roi reste sur sa chaise percée ou se lève pour s'entretenir dans l'embrasure d'une fenêtre. Jacques Clément en profite pour frapper le roi au bas ventre avec le couteau qu'il tient dissimulé sous son habit. Henri III s'exclame : « Ah, mon Dieu ! », puis arrache le couteau de son intestin perforé et frappe son assaillant au visage en s'écriant : « Méchant, tu m'as tué ! ».
Au bruit, les gardes du roi, les fameux Quarante-cinq, accourent, transpercent le moine de leurs épées et le jettent par la fenêtre. Dans un premier temps, les médecins minimisent la gravité de la blessure, remettent les intestins en place et recousent la plaie. Henri III parvient à dicter des lettres aux villes qui lui obéissent afin de couper court aux rumeurs. À sa femme restée à Chenonceau, il affirme même que dans quelques jours, il pourra monter de nouveau à cheval. Toutefois, à l'occasion d'une visite de son cousin Henri de Navarre, le roi de France aurait harangué ses serviteurs de respecter les règles de passation de pouvoir en reconnaissant le roi de Navarre comme son successeur légitime.
Cependant, le soir venu, la péritonite progresse et ses souffrances augmentent. Après une douloureuse agonie, il meurt le 2 août 1589 vers 3 heures du matin. Henri de Navarre lui succède sous le nom d'Henri IV.
Henri III est le dernier souverain de la Maison capétienne de Valois, laquelle a régné sur la France de 1328 à 1589.

### Des Gondi à l'intendant des finances au début duXVIIesiècle

#### La résidence du premier archevêque de Paris
Touché par une crise financière, les Gondi, grande famille de banquiers, touchent de près à la faillite. Jean-Baptiste II est ainsi contraint de vendre une partie de ses biens immobilier dont sa résidence de Saint-Cloud. Il cède la propriété à son beau-frère, Jean VII de Bueil, comte de Sancerre, grand échanson de France et chevalier des ordres du Roi. En 1625, la propriété revient dans le giron de la famille de Gondi par le biais de Jean-François de Gondi, l'un des fils du duc de Retz. Il est alors depuis 1623 le premier archevêque de Paris. Il fait de sa résidence de Saint-Cloud un lieu de réception de prestige aux portes de la capitale, en aménageant la maison et les jardins avec faste dans un style Renaissance italienne.

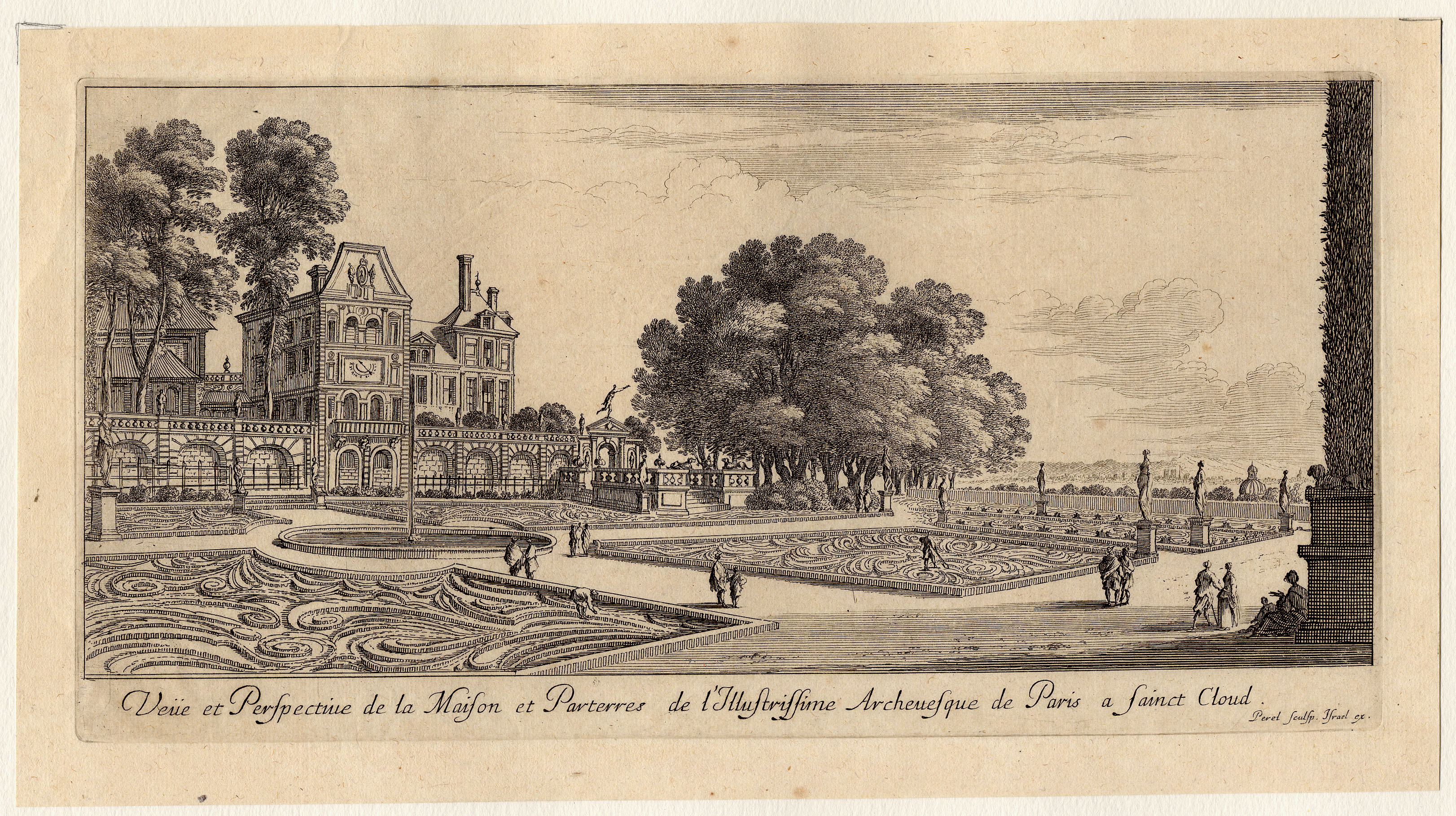
Maison et jardins de Jean-François de Gondi, premier archevêque de Paris.

#### La propriété d'un intendant aux finances du roi
À la mort de l'archevêque Jean-François de Gondi, la propriété est vendue à Barthélemy Hervart, banquier huguenot d'origine allemande. Ce dernier devient intendant aux finances de Louis XIV en 1650. À la manière du précédent propriétaire, il fait agrandir le domaine et moderniser la maison. Il s'emploie à amener les eaux de Garches et Vaucresson pour améliorer le réseau hydraulique du domaine. Le domaine ainsi aménagé ne tarde pas à susciter les convoitises, entre autres celle du Roi, qui le 6 octobre 1658 est reçu lors d'une fête somptueuse organisée par son intendant aux finances. Accompagné de sa mère Anne d'Autriche, de son frère unique Philippe et de son Premier ministre Mazarin, le Roi tombe sous le charme de la demeure. Quelques jours plus tard, sous la pression de Mazarin, Barthélemy Hervart vend son domaine au Roi, qui l'offre à son tour à son frère.

### La résidence princière de Monsieur jusqu'au début duXVIIIesiècle

#### Philippe d'Orléans s'installe à Saint-Cloud
Le 25 octobre 1658, Philippe, alors duc d'Anjou et futur duc d'Orléans, prend possession du domaine. Plus communément appelé Monsieur, Philippe fait de Saint-Cloud sa résidence principale au sein de la constellation versaillaise. Monsieur lance simultanément une grande campagne d'acquisition de terrains autour de sa demeure. À l'époque des Gondi, le domaine qui fait à peine 5 hectares, passe à plus de 460 hectares à la fin de sa vie. Il confie l'aménagement des jardins au Jardinier du Roi, André Le Nôtre, virtuose du jardin à la française. Pour sa demeure, il fait appel à l'architecte Antoine Le Pautre et à l'entrepreneur en bâtiment Jean Girard pour l'édification d'un château, construit sur un plan en U à partir de l'ancienne demeure des Gondi et de Barthélémy Hervart. Le château est décoré de marbre, de stuc doré, de tapisseries, de glaces et de mobilier et d'objets rares. Pour ce qui est des peintures, il fait appel aux plus grands peintres de son temps : Jean Nocret, Antoine Coypel... ou encore Pierre Mignard pour les plafonds de la Galerie d'Apollon. Il fait bâtir simultanément la Grande Cascade afin d'impressionner ses visiteurs. Les façades du château et la Grande Cascade sont par ailleurs remaniés par Jules Hardouin-Mansart, surintendant des bâtiments du Roi.

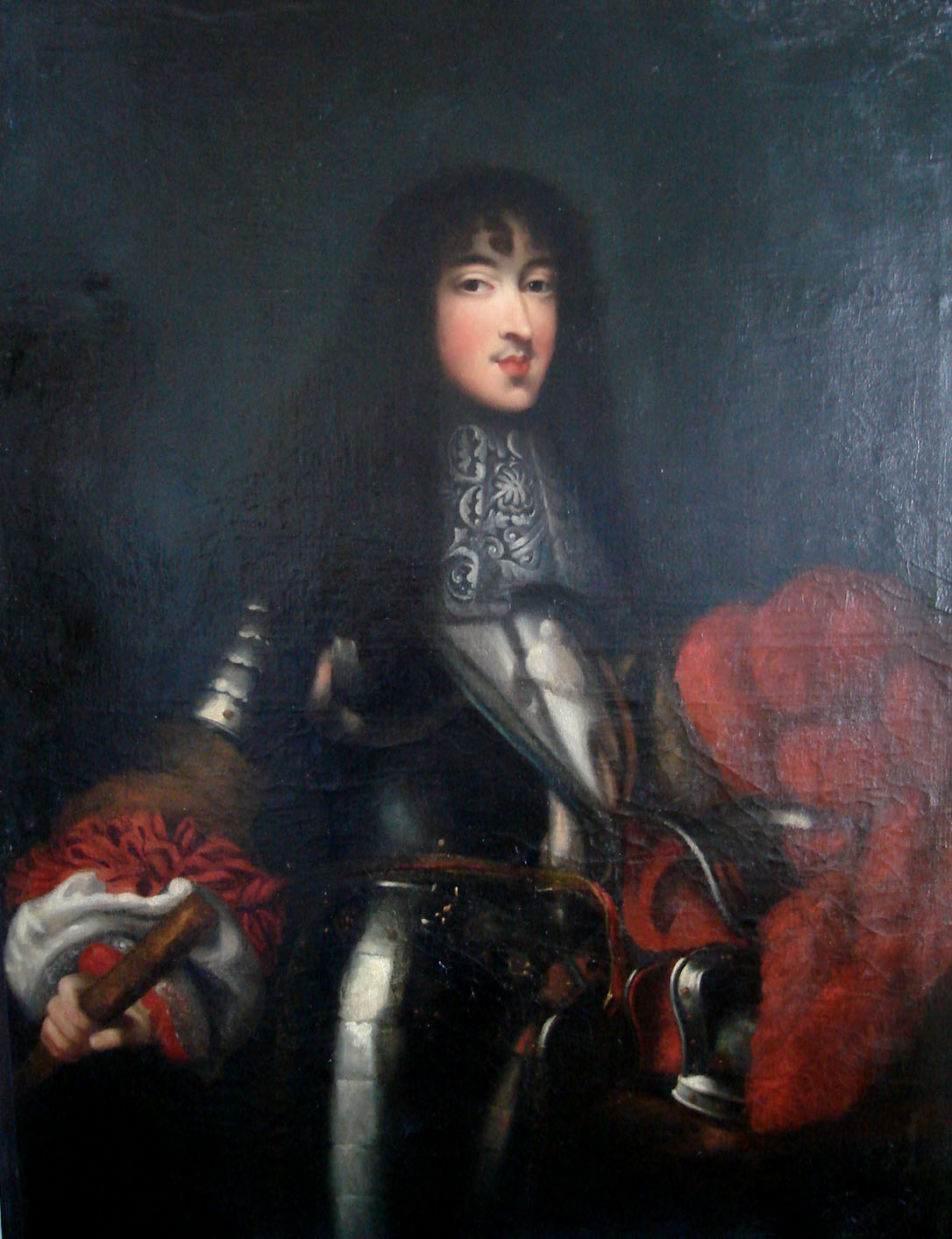
Portrait de Philippe d'Orléans, dit Monsieur.

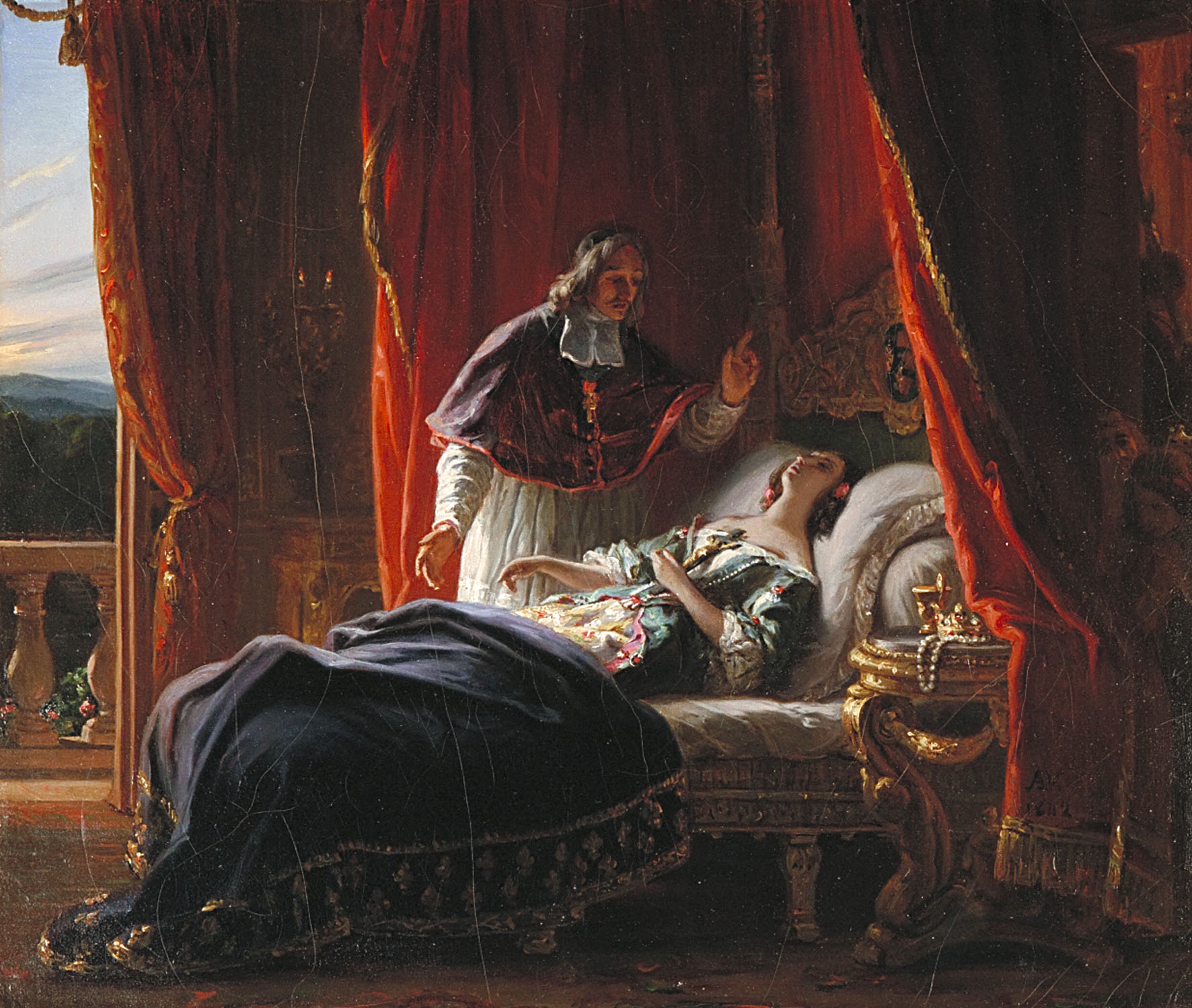
La mort d'Henriette d'Angleterre à Saint-Cloud.

#### Mort d'Henriette d'Angleterre, dite Madame
Le 29 juin 1670, Henriette d'Angleterre succombe à une péritonite aigüe dans sa chambre du château de Saint-Cloud. Cousine germaine de Monsieur, qu'elle a épousé 9 ans plus tôt au Palais Royal. Ils ont ensemble 3 enfants malgré leur mésentente régulière au sujet des favoris de Monsieur, qui ne cache guère à Madame son attirance pour la gent masculine en public. La mort de Madame reste suspecte un temps, avec des rumeurs d'empoisonnement orchestré par Philippe de Lorraine, un des favoris de Monsieur. Ses funérailles sont grandioses à la demande du Roi qui l'affectionnait tout particulièrement et sont immortalisées dans l'oraison funèbre de Bossuet : « Ô nuit effroyable où retentit comme un éclat de tonnerre cette étonnante nouvelle : Madame se meurt, Madame est morte... ».

#### Le second mariage de Monsieur avec Madame «La Palatine»
Monsieur ayant perdu son premier fils héritier, les convenances le poussent à se remarier rapidement après son veuvage. Il épouse en secondes noces Élisabeth-Charlotte de Bavière, appelée plus communément « La Palatine » en raison de la fonction d'électeur palatin de son père. A contrario d'Henriette d'Angleterre qui bénéficiait d'une beauté naturelle, « La Palatine » a des traits masculins qui dénotent auprès de son époux efféminé. Malgré cela, la nouvelle Madame remplit son rôle en donnant l'héritier espéré à la lignée des Orléans avec la naissance, le 2 août 1674, de Philippe, duc de Chartres et futur Régent du royaume de France.

#### La mort de Monsieur
Le 8 juin 1701, Philippe d'Orléans est en visite auprès de son frère Louis XIV au château de Marly. Lors du dîner (actuel déjeuner), les deux frères se disputent violemment au sujet du mariage arrangé du duc de Chartres, fils de Philippe, avec Mademoiselle de Blois, "bâtarde" légitimée du Roi. Pris d'un malaise, Monsieur rentre à Saint-Cloud pour souper, quand il est victime d'une crise d'apoplexie. Apprenant la nouvelle, le Roi se précipite au chevet de son frère malheureusement déjà dans le coma, et se retire dans la soirée sans avoir pu lui parler. Monsieur meurt dans la matinée du 9 juin 1701. Le Roi en est très affecté et "pleura beaucoup", selon les témoignages de l'époque. Comme le veut l'usage, Monsieur est inhumé au sein de la  nécropole royale de la Basilique Saint-Denis. Son fils Philippe, nouveau duc d'Orléans, lui succède, et à la mort de son oncle le Roi en 1715  deviendra le Régent du royaume dans l'attente de la majorité du jeune Louis XV.

### Un domaine à l'épreuve de l'Histoire au cours duXVIIIesiècle

#### Mort deLa Palatine
21 ans après Monsieur, Madame s'éteint à son tour au château de Saint-Cloud, son fils à ses côtés. La Palatine reste gravée dans les mémoires pour son abondante correspondance (environ 60 000 lettres) au sein de laquelle elle n'hésite pas à vilipender ceux qu'elle déteste à la Cour, telle Madame de Maintenon, favorite et épouse secrète du Roi qu'elle ose appeler « la vieille guenipe ». Son fils la suivra de près, car comme son père il succombe à une crise d'apoplexie un an plus tard à Versailles, le 2 décembre 1723, à l'âge de 49 ans.

#### Un domaine transmis de père en fils
À la mort du Régent en 1723, c'est à son fils Louis d'Orléans, qui lui succède, que revient le domaine. Son passage n'est que de courte durée, car après son mariage au château le 24 août 1724 avec la Princesse Auguste-Marie Jeanne de Bade-Bade, cette dernière meurt prématurément deux ans plus tard. Le nouveau duc d'Orléans ne se remet pas de sa disparition et quitte Saint-Cloud pour l'abbaye Sainte-Geneviève où il termine sa vie reclus dans la piété. Malgré son départ, le duc fait entretenir le château de ses aïeuls et même restaurer la Grande Cascade alors endommagée par le temps. Un an après le mariage de son fils Louis-Philippe, dit le Gros, il lui cède le domaine en 1744. Son fils, de son côté, entreprendra peu de travaux sur le château, hormis la construction d'une salle de théâtre à l'extrémité ouest de l'Orangerie. En revanche, porté par un renouveau des jardins à la française au milieu du XVIIIe siècle, il fait réaménager le Petit-Parc et la perspective Sud du domaine par l'architecte paysagiste Pierre Contant d'Ivry.

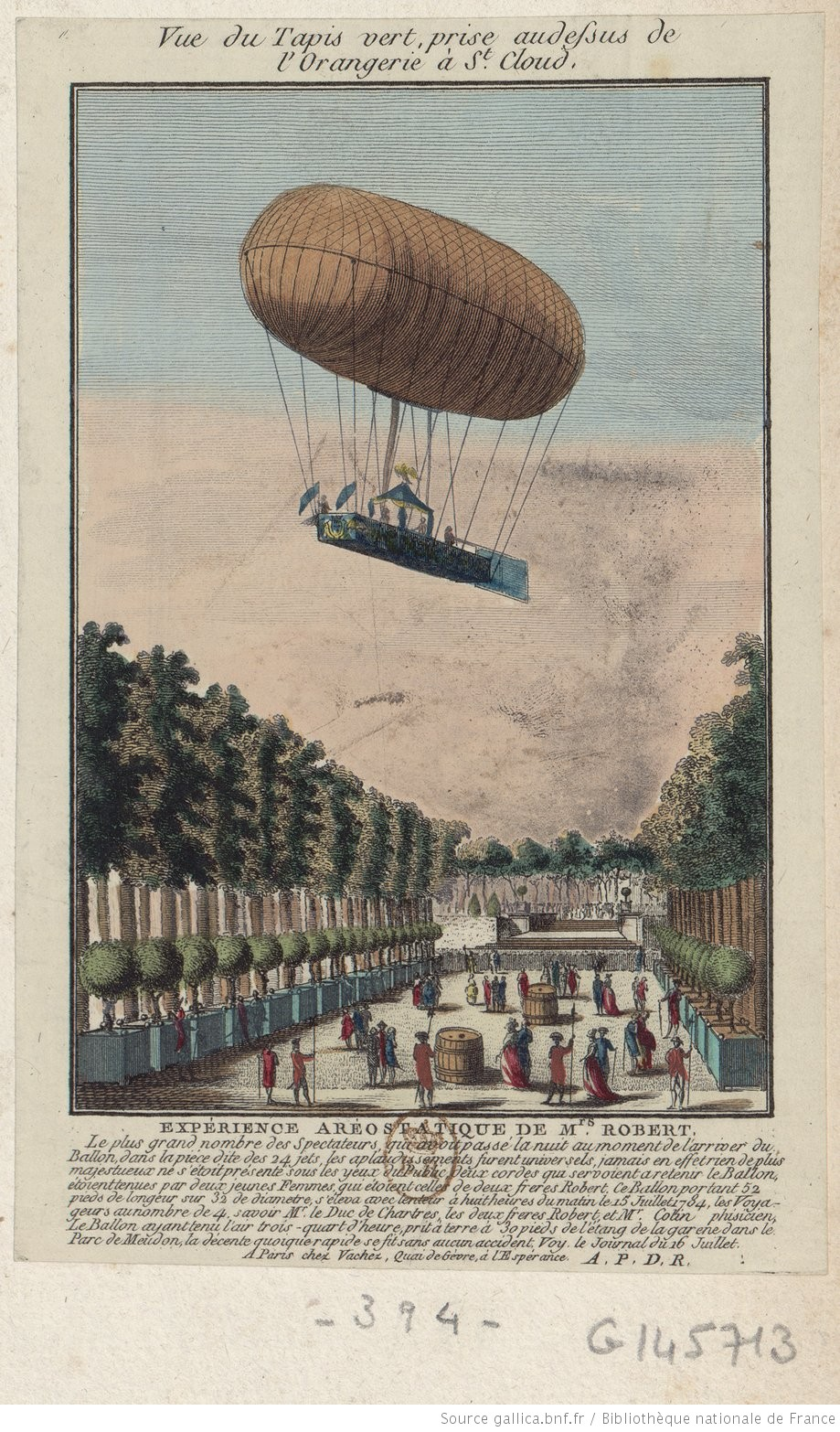
Vol en ballon des frères Robert à Saint-Cloud.

#### Le vol en ballon
Louis-Philippe-Joseph, successeur de Louis-Philippe le Gros, surnommé plus tard Philippe-Égalité par la Convention durant la Révolution, a marqué le domaine par son expérience de vol aérostatique. En effet, il organise le 15 juillet 1784 un vol expérimental à bord d'un aérostat depuis le parterre des 24 Jets et en présence du roi de Suède, Gustave III. Le ballon qui monte à trop haute altitude doit être crevé et s'affale piteusement dans un étang à Meudon, mais l'expérience marque les esprits pour longtemps.

#### Marie-Antoinette à Saint-Cloud
C'est à l'occasion d'une promenade en calèche aux côtés de ses amies, la Comtesse et la Duchesse de Polignac, que la reine Marie-Antoinette serait tombée sous le charme du Domaine de Saint-Cloud. Après maintes négociations avec le duc d'Orléans, le contrat de vente est ratifié le 20 février 1785 à Versailles. Chose étonnante pour l'époque, Marie-Antoinette fait afficher les règlements de la propriété en son nom « De par la Reine », là où ordinairement le Roi est le seul détenteur des propriétés royales. Elle fait même revêtir sa livrée personnelle aux gardes Suisses des grilles et aux garçons du château, ce qui provoque un mécontentement général au sein de la Cour. Marie-Antoinette eut un temps l'idée de faire démolir le château de Monsieur pour le faire reconstruire à son goût par son architecte attitré, Richard Mique. Faute de budget, elle se contente de le faire agrandir. En revanche, elle refait à grands frais la décoration intérieure du château et modifie en grande partie sa distribution.

#### Saint-Cloud durant la Révolution
Durant l'été 1789, la Révolution éclate à Paris. Un grand nombre de biens de l'Église et de la noblesse sont confisqués et intégrés au sein des biens nationaux. Alors que certains palais et châteaux sont vendus, pillés, voire incendiés, le domaine de Saint-Cloud survit aux affres de la Révolution en intégrant la liste civile du Roi, comme résidence d'été officielle de la famille royale au sein de la nouvelle monarchie constitutionnelle. Le 5 mai 1794, la Convention nationale « décrète que les maisons et jardins de Saint-Cloud [...], ne seront pas vendus, et seront conservés et entretenus aux frais de La République, pour servir aux jouissances du peuple, et former des établissements utiles à l'agriculture et aux arts ». Ce décret de la Convention nationale est toujours en vigueur aujourd'hui, à travers les missions de sauvegarde et de valorisation du Centre des monuments nationaux, gestionnaire du domaine pour le compte de l'État.

#### L'entrevue secrète entre la Reine et Mirabeau
Alors que la Révolution française a éclaté un an plus tôt à Paris, Mirabeau, officiellement partisan des révolutionnaires, entretient une relation épistolaire avec le Roi pour le convaincre d’accepter une monarchie constitutionnelle. Ne réussissant pas à convaincre le Roi, il se tourne alors vers la Reine à qui il demande secrètement audience. Bien que Marie-Antoinette le tienne en partie responsable du chaos ambiant, elle accepte, contre toute attente, de le rencontrer discrètement dans les jardins du château de Saint-Cloud le 3 juillet 1790. Un échange secret dont on ne connait pas la teneur réelle encore aujourd'hui, mais qui n'aura malheureusement pour elle et sa famille, aucune conséquence dans la suite des événements tragiques qui suivront.

#### Le coup d'État du 18 Brumaire

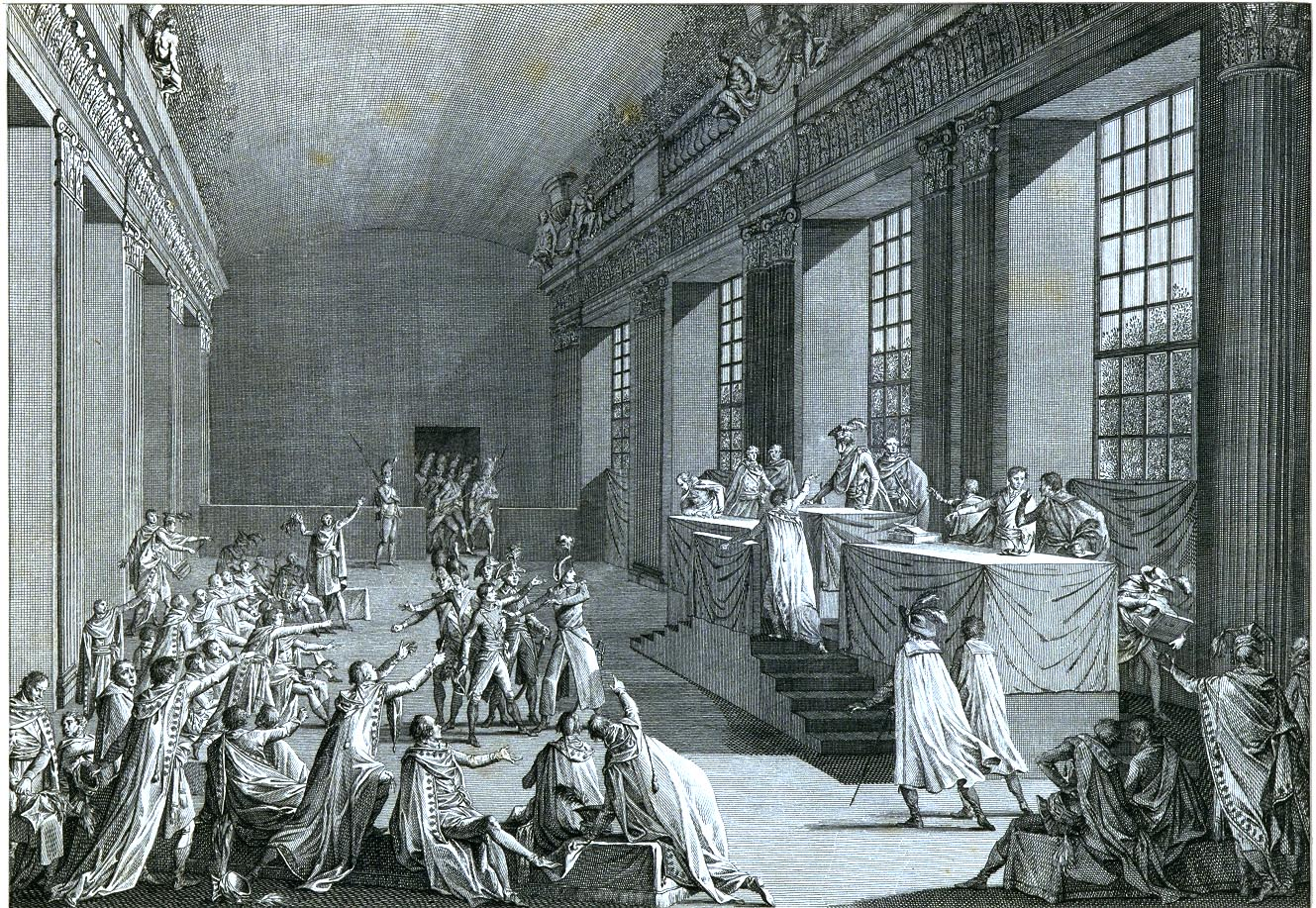
Coup d'État de Napoléon dans l'orangerie de Saint-Cloud.

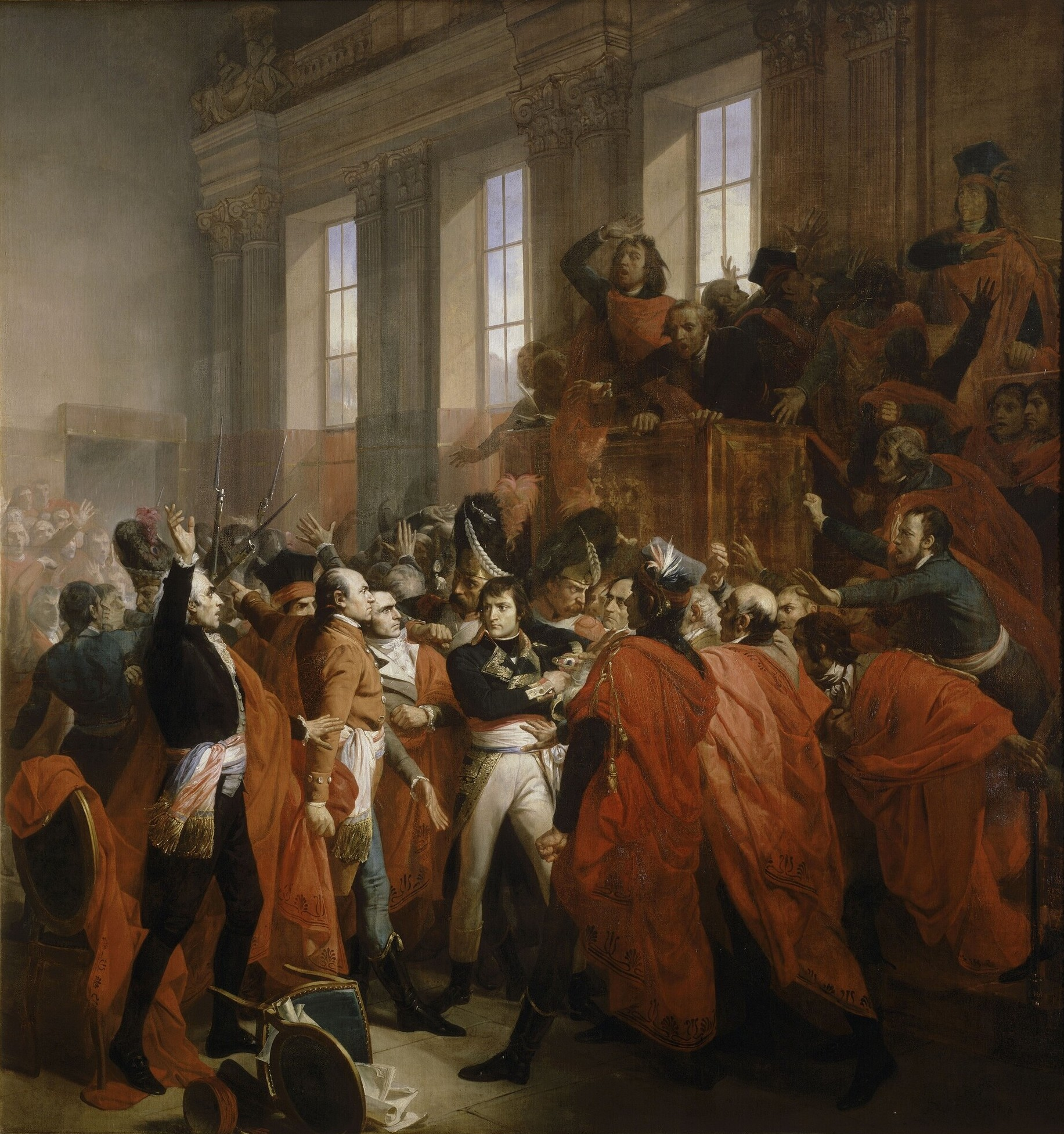
Le général Bonaparte au Conseil des Cinq-Cents, à Saint-Cloud. 10 novembre 1799 (François Bouchot, 1840, château de Versailles).

Les 9 et 10 novembre 1799 (18 et 19 brumaire de l'an VIII), les Conseils des Anciens et des Cinq-Cents qui forment le gouvernement du Directoire postrévolutionnaire, se réunissent respectivement au sein de la galerie d'Apollon et dans l'orangerie du château de Saint-Cloud. N'arrivant pas à faire entériner la démission du Directoire par le Conseil des Cinq-Cents, Napoléon Bonaparte lance un coup d'État et ordonne à ses pelotons de grenadiers d'investir l'orangerie du château. Sous la contrainte, les conseillers qui n'ont pas fui, finissent pas voter la démission du Directoire et la création d'un Consulat de 3 membres comprenant Sieyès, Ducos et Bonaparte.

### La renaissance de Saint-Cloud auXIXesiècle

#### Une résidence impériale

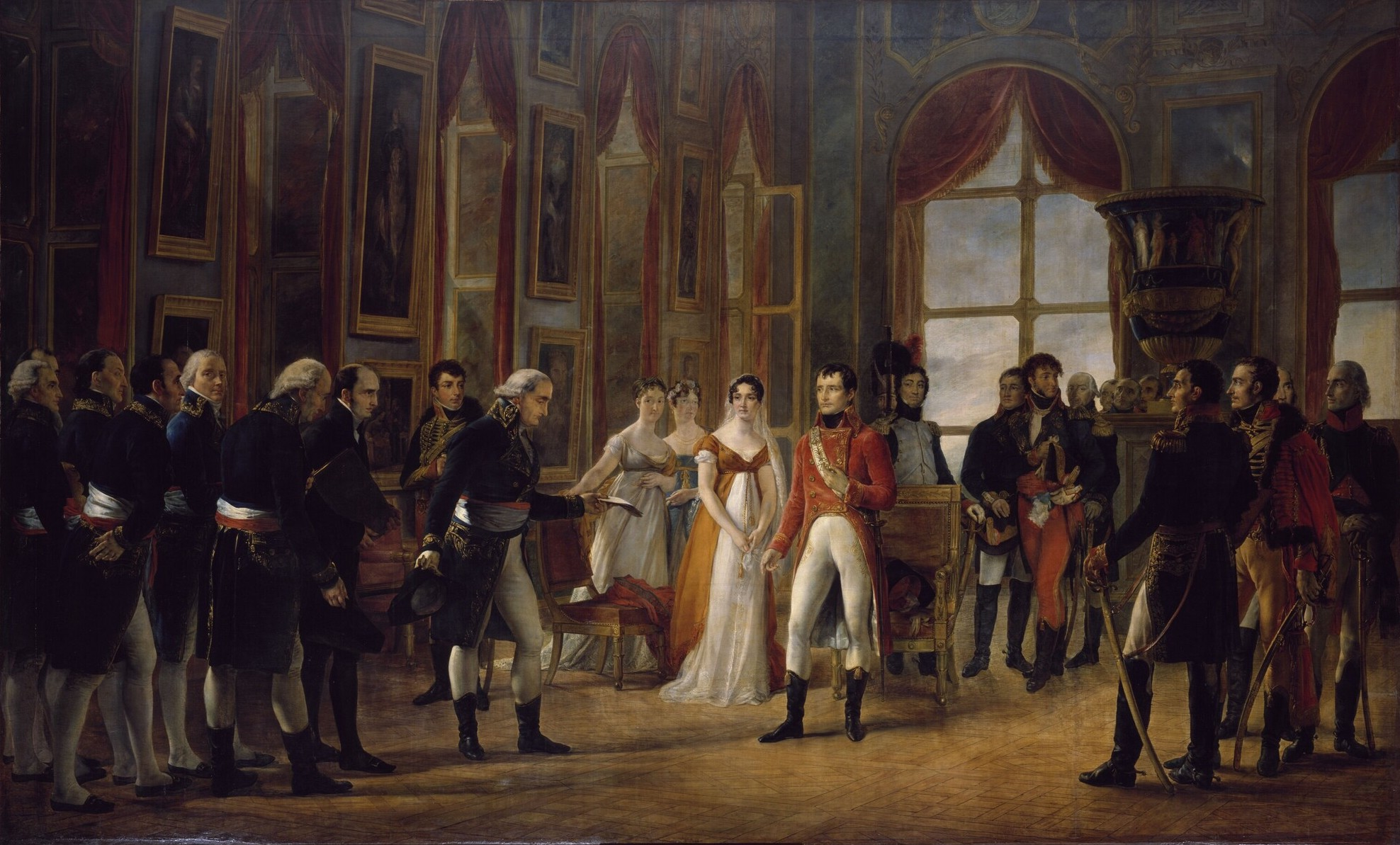
Napoléon est déclaré Empereur des français par le sénatus-consulte au sein de la galerie d'Apollon.

Après avoir été Premier Consul, Napoléon Bonaparte est proclamé Empereur des Français le 18 mai 1804 au sein de la galerie d'Apollon. Le 5 mai 1807, le neveu de Napoléon Ier et héritier désigné, meurt prématurément à l'âge de 5 ans. N'ayant pas eu de descendance avec l'Impératrice Joséphine, l'Empereur se résout à divorcer à contre-cœur le 15 décembre 1809. L'Empereur épouse en secondes noces quelques mois plus tard, l'archiduchesse Marie-Louise d'Autriche. Le mariage civil est célébré le 1er avril 1810 sous la voûte peinte de la galerie d'Apollon, et un an plus tard naît le Roi de Rome le 20 mars 1811. Après plusieurs défaites militaire, dont la Bataille de Paris face aux Prussiens, et malgré une tentative de reprise du pouvoir, Napoléon Ier est contraint d'abdiquer définitivement le 22 juin 1815. Le 3 juillet 1815, le Maréchal Davout apporte au château de Saint-Cloud, alors occupé par l'État-Major Prussien, la capitulation de l'armée de Paris.

#### Saint-Cloud sous la Restauration
Après la chute de l'Empire napoléonien, et la restauration de la monarchie, Louis XVIII, frère de Louis XVI, monte sur le trône de France. Ce roi impotent et sujet à la goutte, se déplace en béquilles ou en fauteuil roulant la plupart du temps. De ce fait il ne vient guère à Saint-Cloud, la forte déclivité des jardins ne facilitant pas ses déplacements. Néanmoins, le Roi fait disparaître les traces de l'Empire au sein du palais, en faisant remplacer le N du chiffre napoléonien et les abeilles impériales, par la couronne et les fleurs de lys royales. Louis XVIII marque malgré tout son passage à Saint-Cloud en faisant réaménager l'ancien labyrinthe de la colline de Montretout, hérité de Philippe d'Orléans. En lieu et place, il fait aménager le jardin du Trocadéro pour les Enfants de France, Louise d'Artois et Henri Duc de Bordeaux. Ce jardin pittoresque à l'anglaise, est l'œuvre de l'architecte paysagiste Maximilien-Joseph Hurtault. À la mort de Louis XVIII, Charles X monte à son tour sur le trône de France, pour un règne de courte durée. Il est en effet renversé 5 ans plus tard lors de la Révolution de Juillet 1830. Durant son passage à Saint-Cloud, il fait édifier la Caserne militaire Sully et des fêtes y sont organisées comme le montre le tableau de Paul Huet en 1829 : Le Parc de Saint-Cloud, un jour de fête conservé au musée du Louvre.

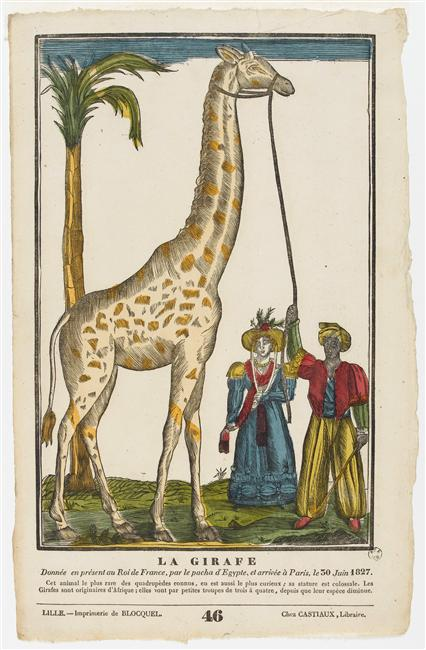
Zarafa, la première girafe de France.

#### Zarafa: première girafe de France
Le vice-roi en Égypte ottomane, Méhémet Ali, offre une girafe à chacun des trois monarques européens les plus puissants de l'époque : l'empereur d'Autriche, François Ier, le souverain britannique, George IV, et le roi de France, Charles X.
Zarafa (le nom qu'on lui donnera ultérieurement) arrive à Marseille le 14 novembre 1826 et est conduite à pied à Paris à partir du 20 mai 1827. Au cours de ce voyage, elle est accompagnée par Étienne Geoffroy Saint-Hilaire, directeur du Jardin des plantes, ainsi que par trois vaches dont elle boit le lait, une escorte de gendarmes à cheval, et un chariot à bagages. Arrivée à Paris le 30 juin, elle est présentée à la famille royale début juillet à Saint-Cloud, avant de rejoindre le Jardin des plantes, où elle terminera ses jours en 1845.

#### Le retour des Orléans
Après l'abdication de Charles X, la Chambre des députés nomme Louis-Philippe Ier, issu de la branche des Orléans, comme nouveau roi des Français. Ce dernier, éprouvant une répugnance à l'idée de s'installer dans un château occupée naguère par Charles X, Louis-Philippe met du temps à adopter Saint-Cloud comme villégiature. Néanmoins, la monarchie de Juillet est une période de grands travaux de restauration pour Saint-Cloud. La décoration du château est revue, les peintures des plafonds de la Galerie d'Apollon de Mignard sont restaurées et une nouvelle bibliothèque renfermant près de 12 000 ouvrages est créée. Quant aux jardins, la Grande Cascade elle aussi est restaurée et le Roi autorise le passage d'une ligne de chemin de fer au sein du domaine, reliant Paris à Versailles à partir de 1836.

#### Napoléon III
Le 20 décembre 1848, Louis-Napoléon Bonaparte est désigné au suffrage universel masculin, premier Président de la IIe République. 4 ans plus tard il est proclamé Empereur des Français par le senatus-consulte dans la Galerie d'Apollon du château de Saint-Cloud, tout comme son oncle Napoléon Ier près de 50 ans plus tôt. Saint-Cloud devient alors tout naturellement résidence officielle de la famille impériale à la belle saison. L'Empereur et l'Impératrice font à leur tour redécorer la plupart des pièces du château dans un style éclectique propre au Second Empire. L'Empereur fait également détruire l'orangerie et le théâtre dans le prolongement de l'aile Nord, pour reconstruire une nouvelle orangerie dans le Carré de la Brèche.

#### La visite de la reine Victoria
En août 1855, à l'occasion de l'Exposition Universelle, le couple impérial reçoit la jeune reine Victoria en résidence à Saint-Cloud. Une visite d'une grande importance pour l'Entente cordiale toute récente entre les deux pays. Napoléon III « met les petits plats dans les grands » pour l'occasion, et rénove les appartements de l'aile du Midi à grands frais pour son hôte. L'Empereur va même jusqu'à faire venir le chien de la Reine depuis l'Angleterre, à laquelle il manquait tant. Un séjour qui reste gravé dans la mémoire de la jeune souveraine, qu'elle retranscrit dans son journal personnel en indiquant : « Je me sentais si malheureuse de quitter ce charmant Saint-Cloud […] Ces lieux si gais et si brillants […] ce merveilleux et inoubliable séjour ».

#### La première course cycliste

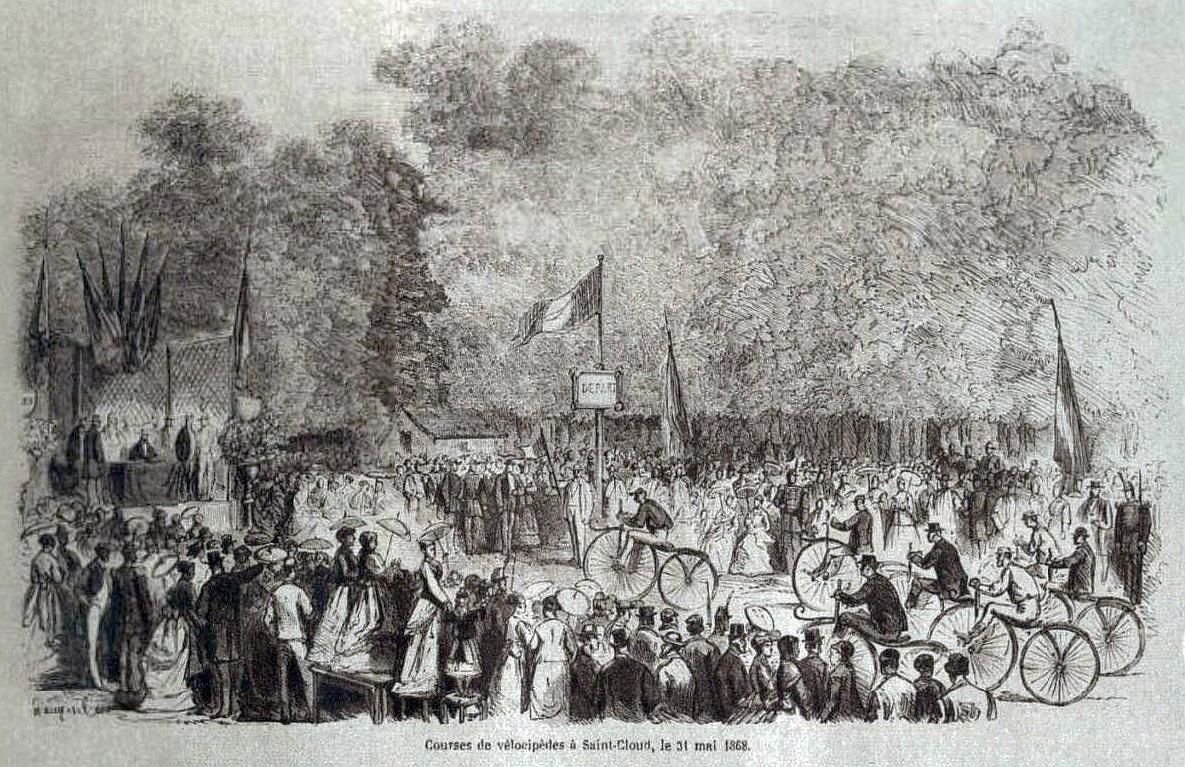
La première course de vélocipèdes officielle, au parc de Saint-Cloud le 31 mai 1868 (vainqueur James Moore).
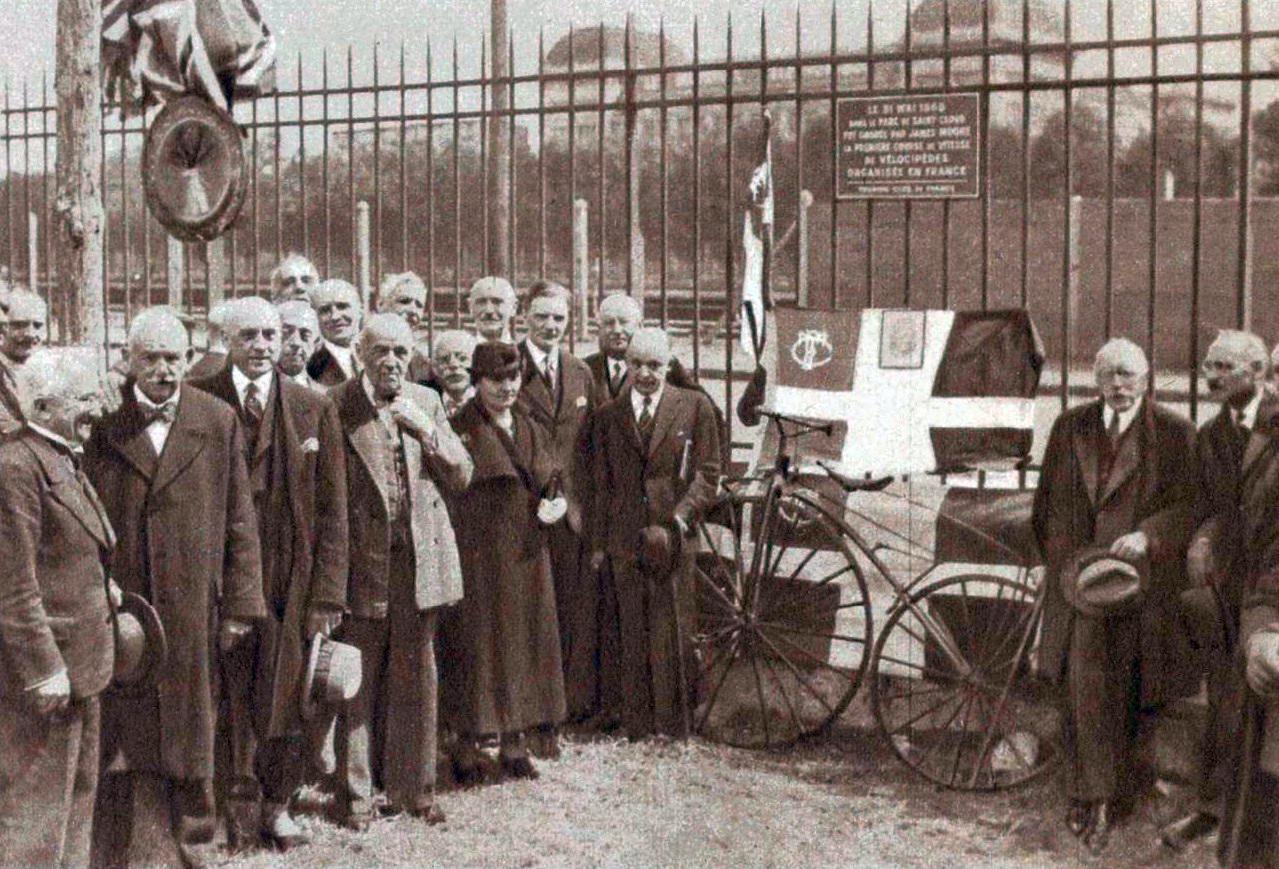
L'inauguration de la plaque commémorative des 70 ans de la première course cycliste officielle du 31 mai 1868 (le 31 mai 1938, aux grilles du parc).

### Le domaine de la fin duXIXeauXXesiècle

#### L'incendie du château

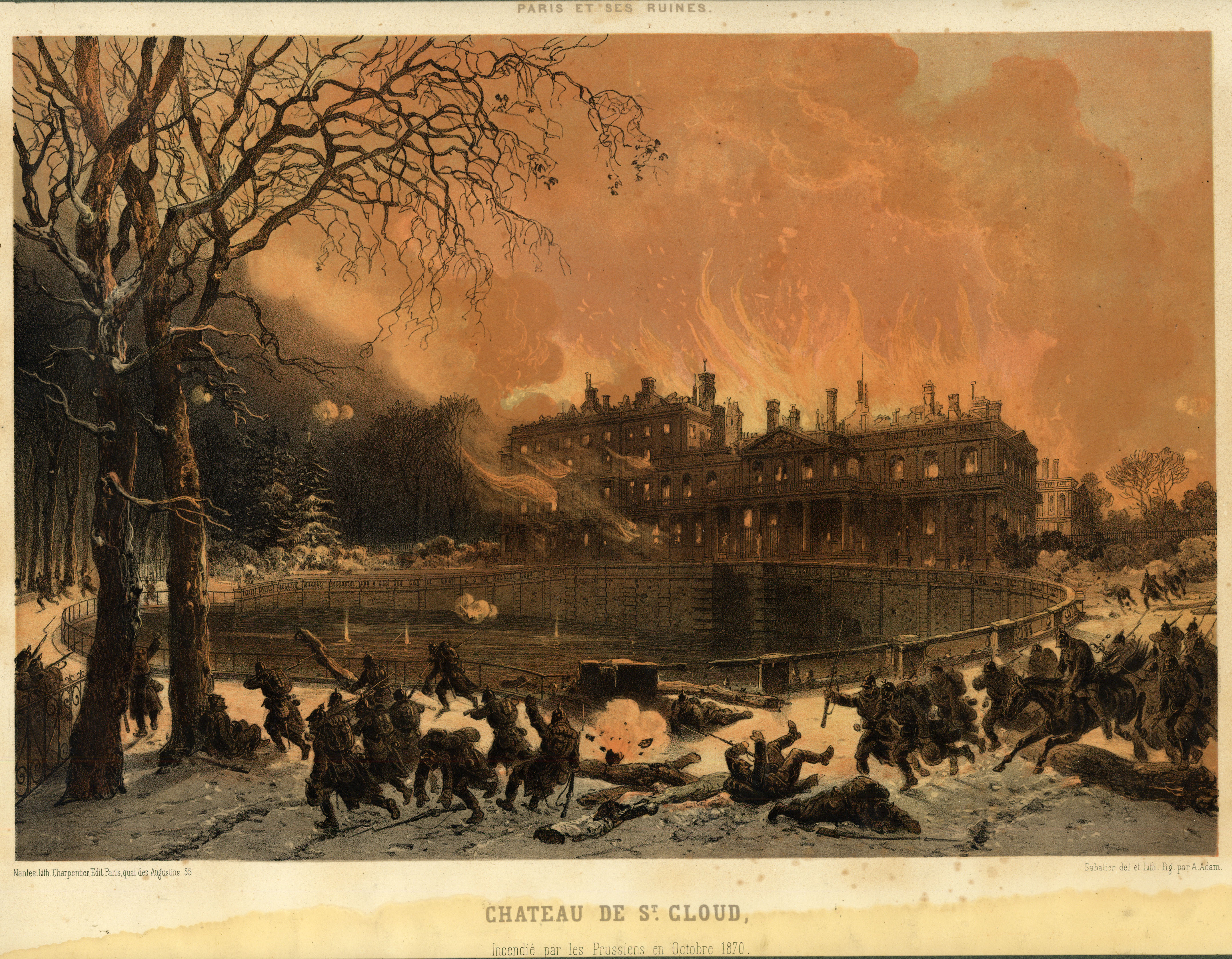
Incendie du château de Saint-Cloud le 13 octobre 1870.

Le 17 juillet 1870 l'empereur Napoléon III, contraint par ses proches, déclare la guerre à la Prusse. Il quitte alors Saint-Cloud pour la dernière fois le 28 juillet depuis la gare privée du domaine, afin de rejoindre le front. À partir du 19 septembre, les Prussiens occupent le château, alors que les troupes françaises se retranchent au mont Valérien. Malheureusement, des bombardements éclatent entre les deux places au cours du mois d'octobre. Le 12 octobre, les Prussiens dynamitent stratégiquement la Lanterne de Démosthène du fait de sa position stratégique utilisée comme point de repère par l'armée française. Le lendemain, le 13 octobre 1870 c'est un obus français qui explose dans les appartements de l'Empereur. De là part un incendie qui consume entièrement le château durant 48 heures.

#### Inauguration de la nouvelle manufacture de Sèvres
La manufacture nationale de Sèvres est l'une des principales manufactures de porcelaine d'Europe. Autrefois implantée à Vincennes sous l’impulsion du roi Louis XV et de sa favorite, Madame de Pompadour, en 1740, elle est transférée à Sèvres en 1756, dans le bâtiment occupé actuellement par le centre international d'études pédagogiques, situé dans le centre-ville de Sèvres. De nouveaux bâtiments sont bâtis sous le Second Empire sur des terrains du domaine de Saint-Cloud, offerts par l'empereur Napoléon III, et inaugurés en 1876 sous la IIIe République. C’est ici qu’encore aujourd’hui, les maîtres artisans céramistes entretiennent le savoir-faire artisanal de la porcelaine de Sèvres, en produisant des objets de céramique d’art, rééditions de modèles anciens ou des créations contemporaines.

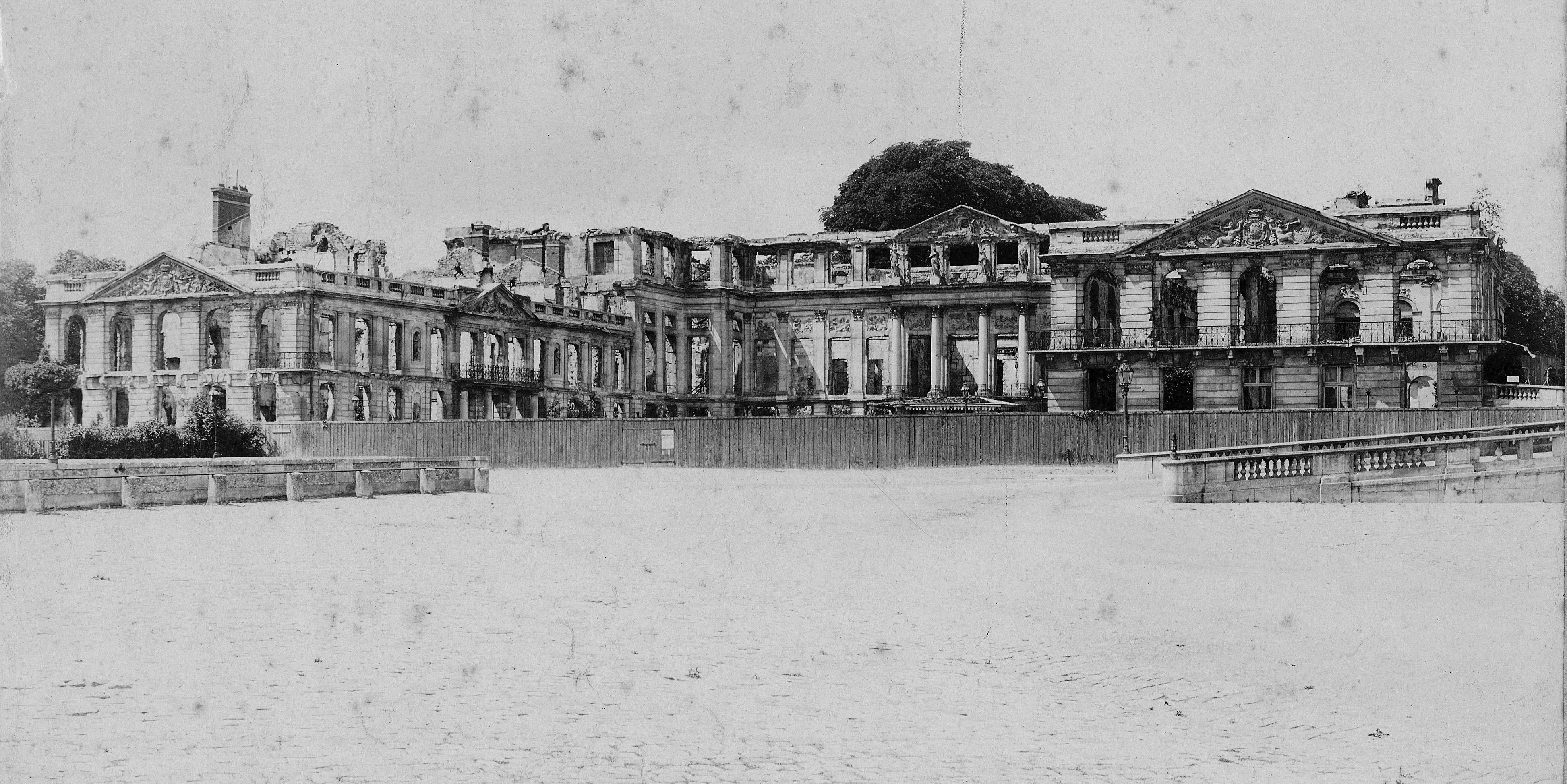
Ruines du château de Saint-Cloud après l'incendie de 1870.

#### Démolitions des ruines du château
En l'espace d'une vingtaine d'années, les ruines du château sont un lieu de pèlerinage pour têtes couronnées et artistes en quête d'inspiration romantique. Mais, 22 ans après son incendie, la IIIe République met un point final à l'histoire du château. Par souci d'économie et pour faire table rase d'un passé royaliste et impérial encore trop présent pour cette république naissante, le gouvernement ordonne la démolition des ruines.

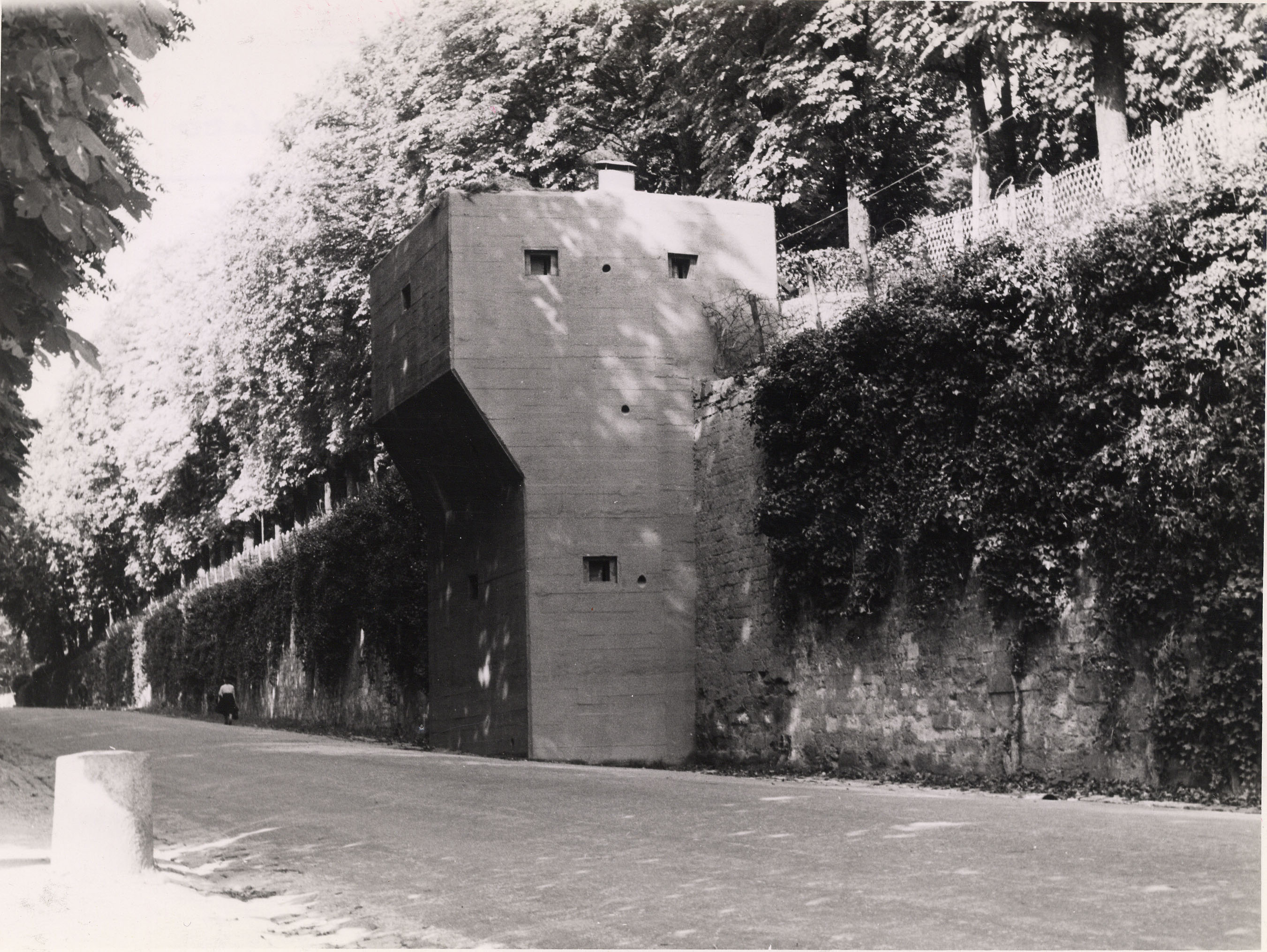
Blockhaus construit au sein du domaine de Saint-Cloud sous l'Occupation allemande.

#### L'Occupation allemande
Durant la Seconde Guerre mondiale, sous l'Occupation allemande, Saint-Cloud devient une place stratégique pour la Wehrmacht. En raison de sa position élevée en surplomb de la capitale, les Allemands font construire des miradors sur le Rond-point de la Balustrade, des batteries anti-aériennes sur le plateau de la Brosse et plusieurs bunkers et fortifications autour du jardin du Trocadéro.

#### Entrevue de De Gaulle et Pflimlin
Le 26 mai 1958 est organisée, à la demande du général de Gaulle, une entrevue secrète entre celui-ci et le président du Conseil Pierre Pflimlin au domicile clodoaldien de M. Bruneau, conservateur du domaine de Saint-Cloud. Les événements de mai 1958 précipitent la chute de la IVe République. L'instabilité gouvernementale est telle que de Gaulle se dit prêt à assurer les pouvoirs de la République.
L'entrevue est un échec. De Gaulle annonce au président du Conseil qu'il a « engagé le processus nécessaire à l'établissement d'un nouveau gouvernement ». Pris de court par cette déclaration, Pierre Pflimlin remet sa démission.

## Bâtiments

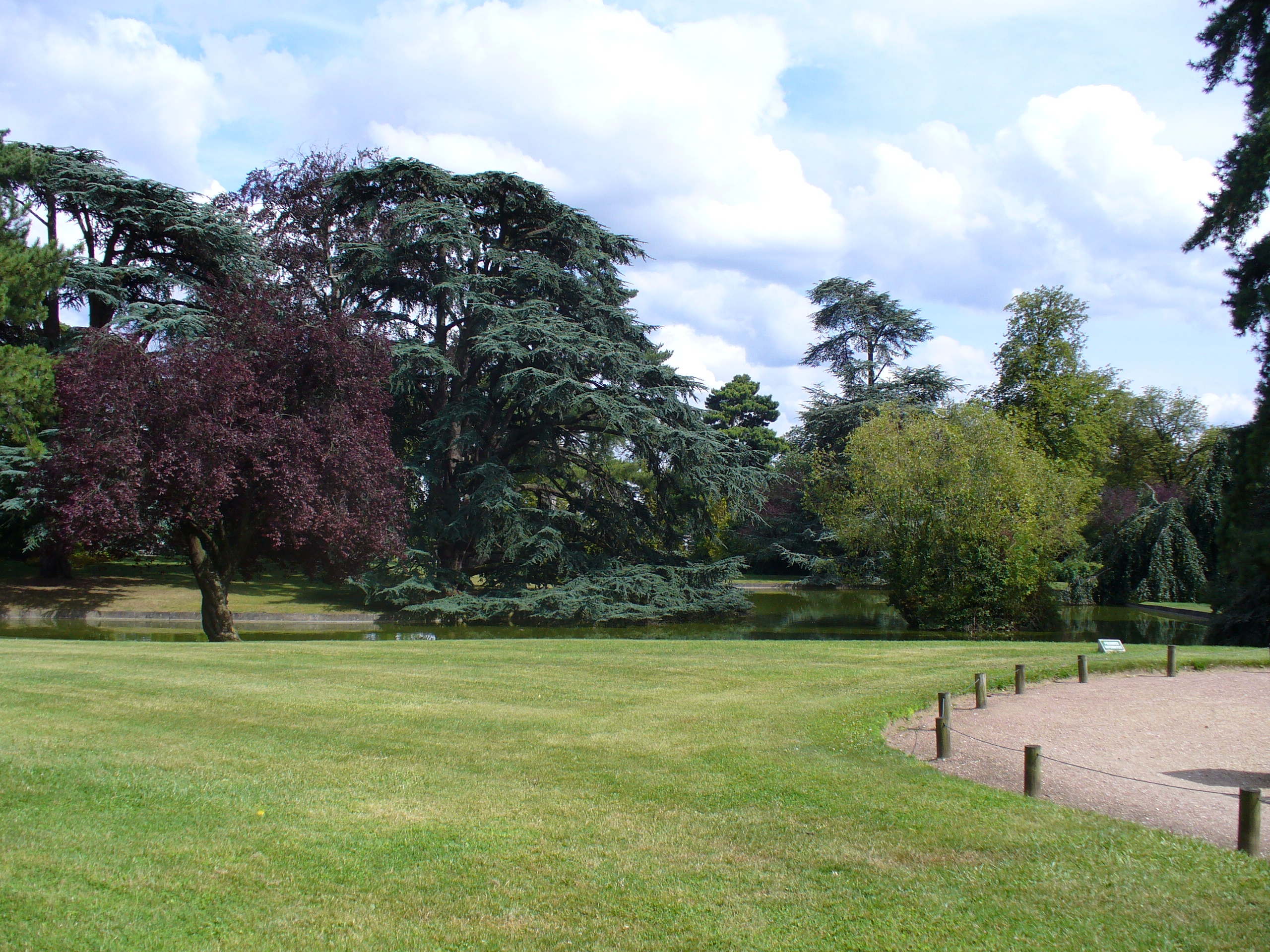
Jardin du Trocadéro (parc à l'anglaise).

### Le château
C'est sur ce site que fut bâti un château qui fut la résidence ou lieu de plaisir des différentes familles princières, royales et impériales depuis le XVIe siècle.
Occupé par les Prussiens, il brûla le 13 octobre 1870 à la suite de l'explosion d'un obus tiré par les Français depuis la forteresse du Mont-Valérien. Trop endommagé, il fut définitivement rasé en août 1892. Son emplacement est actuellement délimité par des ifs.

### La lanterne

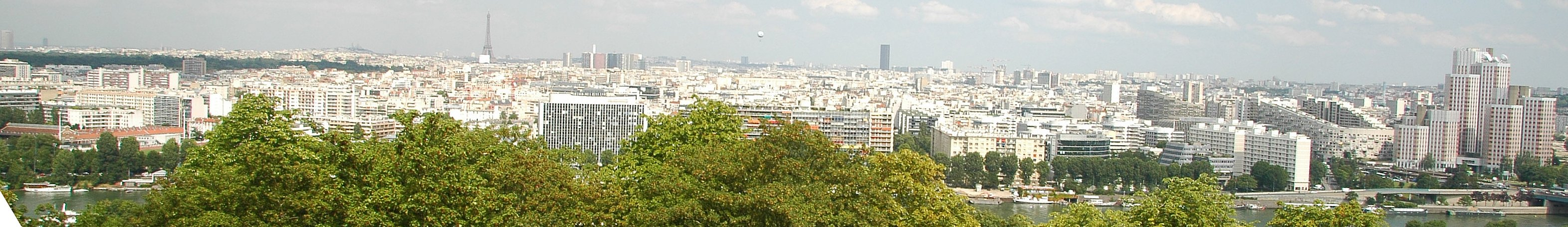
Une partie du panorama visible depuis la Lanterne.

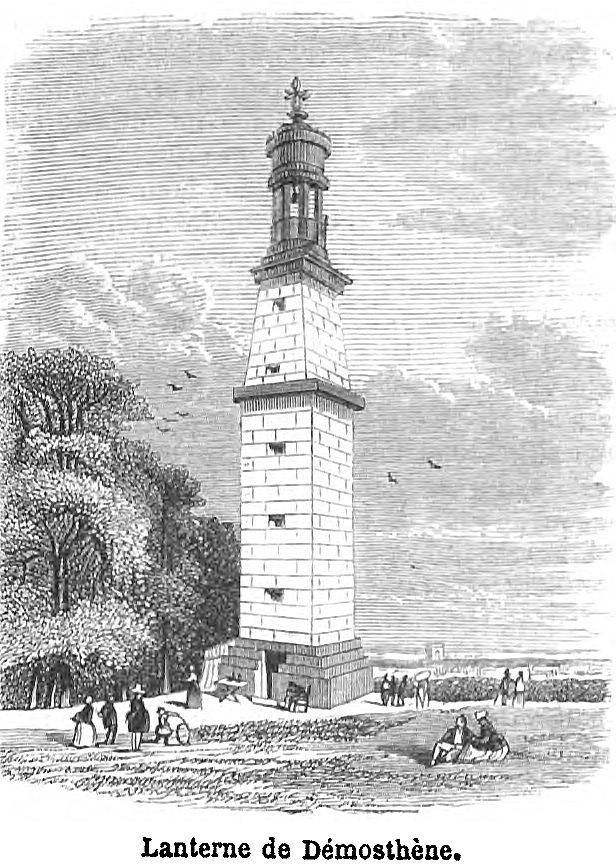
Lanterne de Démosthène en 1868.

Au rond-point de la Balustrade, du lieu appelé « la lanterne » ou « Lanterne de Démosthène », on dispose d'un point de vue étendu sur Paris.
Cette lanterne était la reproduction d'un petit édifice original en marbre situé à Athènes. Le comte de Choiseul-Gouffier en avait rapporté quelques moulages en plâtre. Ces moulages complétés par quelques autres travaux, permirent de réaliser une imitation en terre cuite. Elle fut exposée à l'Exposition des produits de l'industrie française, au Louvre, en 1801 et remporta une médaille d'argent. Le ministre de l'Intérieur Jean-Antoine Chaptal l'offrit au Premier Consul qui la fit transporter à Saint-Cloud où elle fut érigée sur une sorte d'obélisque en pierre édifié par Fontaine, surmonté d'une sorte de phare. Lorsque l'empereur Napoléon Ier était présent au château, une lanterne était allumée pour informer les Parisiens de sa présence. Point de repère trop visible (18 mètres de haut), elle fut détruite à l'explosif par les Prussiens dans la nuit du 12 au 13 octobre 1870. Il ne reste à ce jour que les fondations encore visibles sur la pelouse du rond-point de la balustrade.

### Le Jardin du Piqueur
Le Jardin du Piqueur est actuellement un jardin pédagogique qui propose des ateliers de jardinage et de cuisine en lien avec l'écologie au public. Ces anciennes écuries ont été transformées en ferme par le passé. Existent encore aujourd'hui le jardin potager, le verger et les prés pour les animaux qui pratiquent l'éco-pâturage dans le parc de Saint-Cloud. On y trouve aussi le « Café solidaire », installé dans le chalet de Combleval. Les activités agricoles et pédagogiques du jardin sont aujourd'hui assurées par l'association ESPACES, association d'insertion professionnelle par l'écologie urbaine.

### Les bâtiments annexes
L'orangerie et la salle de théâtre ont été détruites vers 1863 sur décision de Napoléon III.
La gare des Chaumes, petite gare réservée au couple impérial, dont la voie privative se raccordait au niveau de la gare de Saint-Cloud a également été détruite. On peut encore en observer des vestiges (tunnel passant sous la rue Dailly).
Ne subsistent au XXIe siècle que quelques-uns des bâtiments annexes d'origine. La structure du parc demeure, avec son jardin à la française dessiné par Le Nôtre, un jardin à l'anglaise (jardin du Trocadéro), des carrés boisés, le jardin fleuriste de Marie-Antoinette (où sont cultivées les roses destinées à l’État), une dizaine de fontaines et de grandes allées.[pas clair] L'alimentation en eau des bassins et des cascades provient des étangs de Ville-d'Avray, suivant un parcours comprenant un aqueduc souterrain.

### Le parc et la philatélie

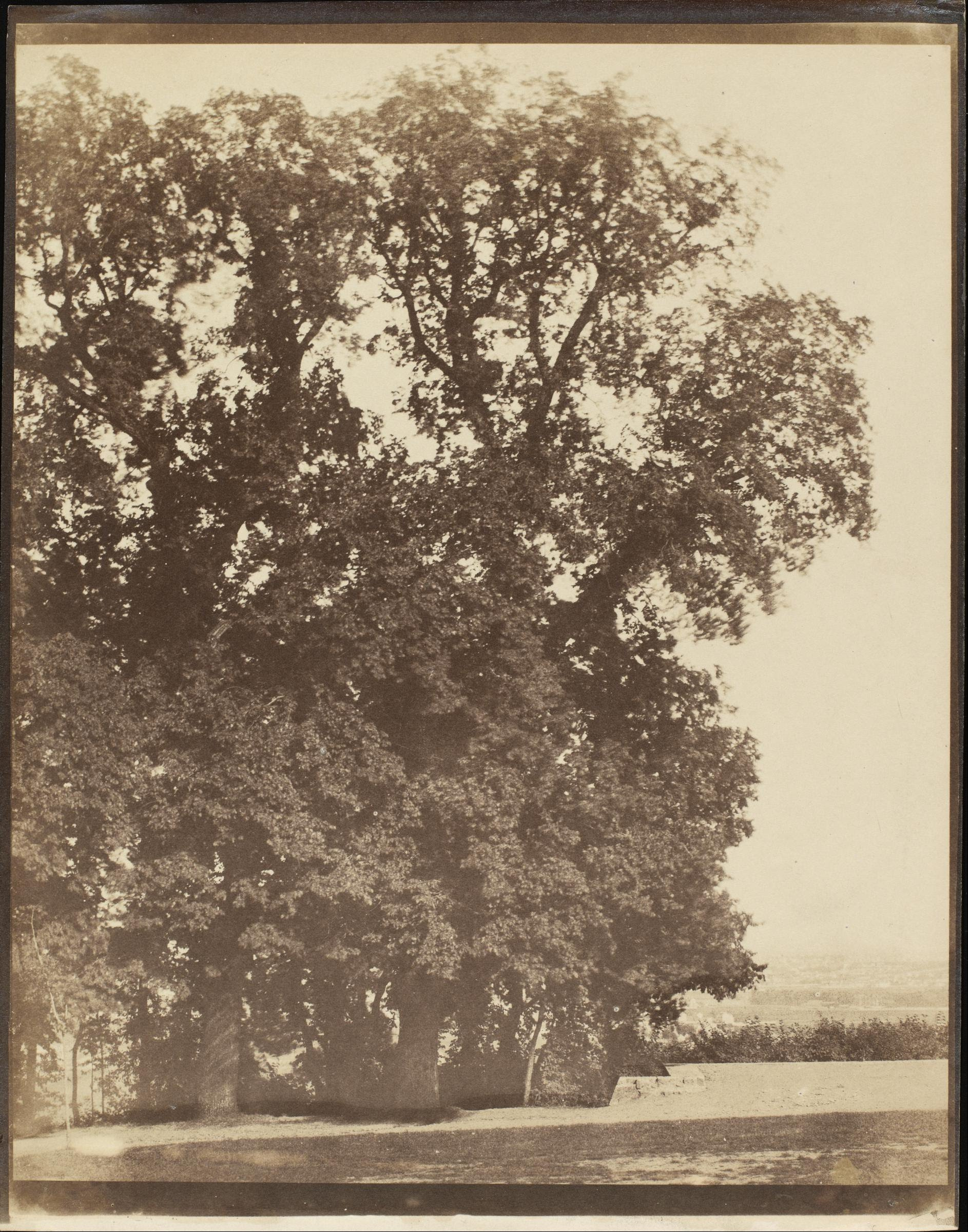
Étude d'arbres.
Photo Louis-Rémy Robert.

Le 26 septembre 1994 fut émis un timbre postal d'une valeur de 3,70 F représentant la grande cascade du parc de Saint-Cloud, dessiné et gravé par Pierre Béquet.
Le 9 juin 2012 furent émis un feuillet de deux timbres, ainsi qu'un entier postal, avec pour sujet le domaine national de Saint-Cloud.

## Le parc auXXIesiècle

### Bâtiments

#### Bureau international des poids et mesures
Le Bureau international des poids et mesures (BIPM) est installé dans le pavillon de Breteuil, sur les hauteurs de la porte du Mail à Sèvres. Deux exemplaires du mètre et du kilogramme étalons y sont déposés.

#### Caserne Sully
La direction générale de l'Armement (DGA) disposait de locaux situés dans l'ancienne caserne Sully, en contrebas de la grille d’honneur. Ceux-ci sont vendus en 2016 au département des Hauts-de-Seine. Le bâtiment Charles X doit accueillir en 2026 le musée du Grand Siècle.

#### École normale supérieure
L'École normale supérieure de Saint-Cloud disposait entre 1872 et 1987 de locaux situés dans le pavillon de Valois, à proximité de la grille d’honneur. Les sections scientifiques déménagent à Lyon en 1987, pour former la nouvelle École normale supérieure de Lyon. Les sections de lettres et de sciences humaines, qui étaient restées, se réunissent alors à celles de l'École normale supérieure de Fontenay-aux-Roses, pour former l'École normale supérieure de Fontenay-Saint-Cloud. En 2002, celle-ci déménage à son tour à Lyon, pour se réunir en 2010 à l'École normale supérieure de Lyon.

#### Institut Pasteur
L'Institut Pasteur dispose de locaux situés dans le pavillon des Cent Gardes, dépendance du château de Villeneuve-l’Étang, sur le territoire de la commune de Marnes-la-Coquette. Le site accueille des sociétés pharmaceutiques, filiales de Pasteur-Mérieux, et le Musée des applications de la recherche.

#### Musée du château de Saint-Cloud
Situé au niveau de la grille d'honneur, dans le bâtiment des Écuries basses, le musée comprend cinq salles invitant à redécouvrir le château disparu.

#### Reconstruction auXXIesiècle?
Depuis 2006, l'association « Reconstruisons Saint-Cloud ! » milite en faveur de la reconstruction du château dont subsiste l'ensemble des fondations, soit 25 % de l'édifice, que ce soit en termes de volume ou de coût financier, selon Pierre-André Lablaude, architecte en chef des monuments historiques. S'inspirant directement de l'actuelle construction, totalement autofinancée, du château fort de Guédelon dans l'Yonne, cette association propose que la reconstruction du château de Saint-Cloud soit effectuée également dans le cadre d'un chantier ouvert au public dont les entrées payantes serviraient au financement des travaux, permettant ainsi la création d'un musée vivant des métiers d'art. Ce projet — soutenu entre autres par Jack Lang — a reçu un bon accueil tant des partis politiques que de la presse,,,,.

### Manifestations et festivités

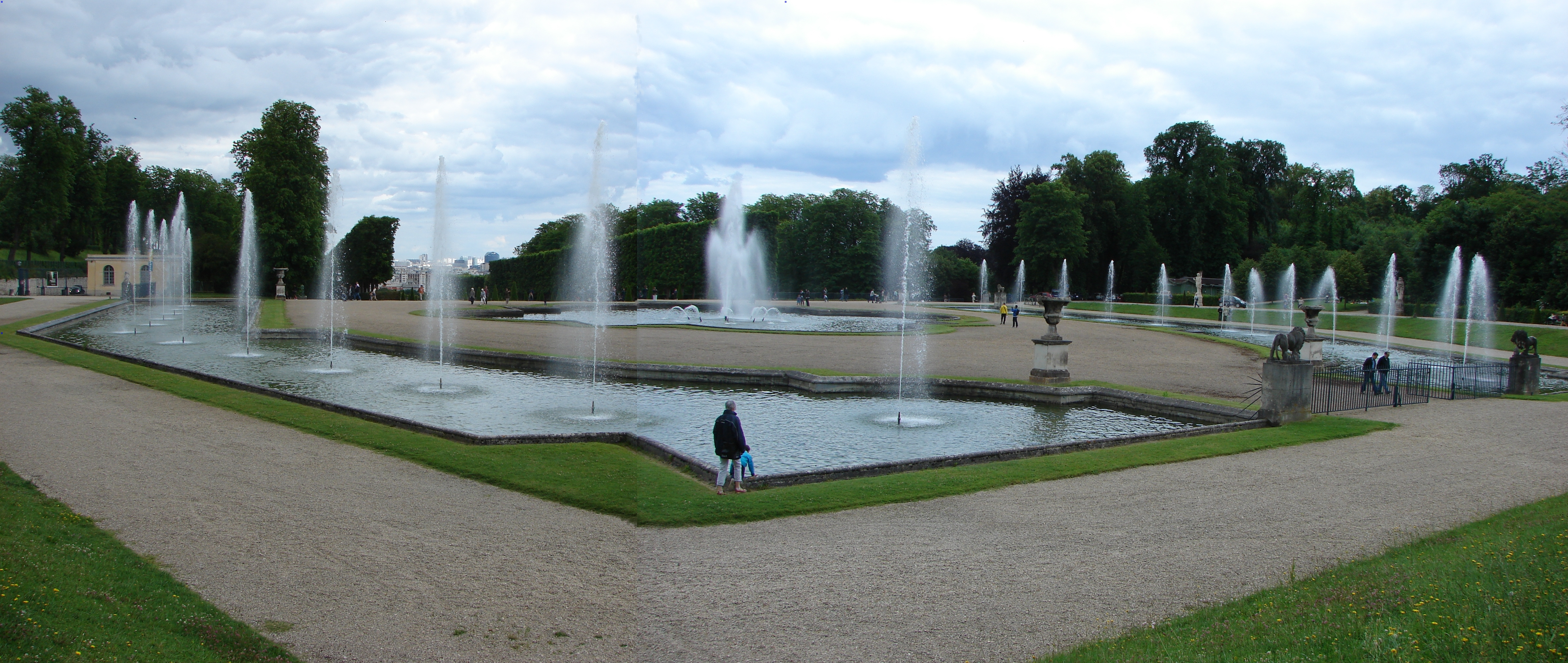
Concerts & jeux d’eau en 2012.

De nombreuses manifestations et festivités sont régulièrement organisées dans le parc, généralement dans la partie basse le long de la Seine ; en particulier une très ancienne fête foraine annuelle tirant son origine des pèlerinages à Saint-Cloud, le festival Rock en Seine, le festival Films sous les étoiles.
Face à la grande cascade a lieu, chaque année en septembre, le grand feu de Saint-Cloud qui est le plus grand feu d’artifice d’Europe.

## Statuaire

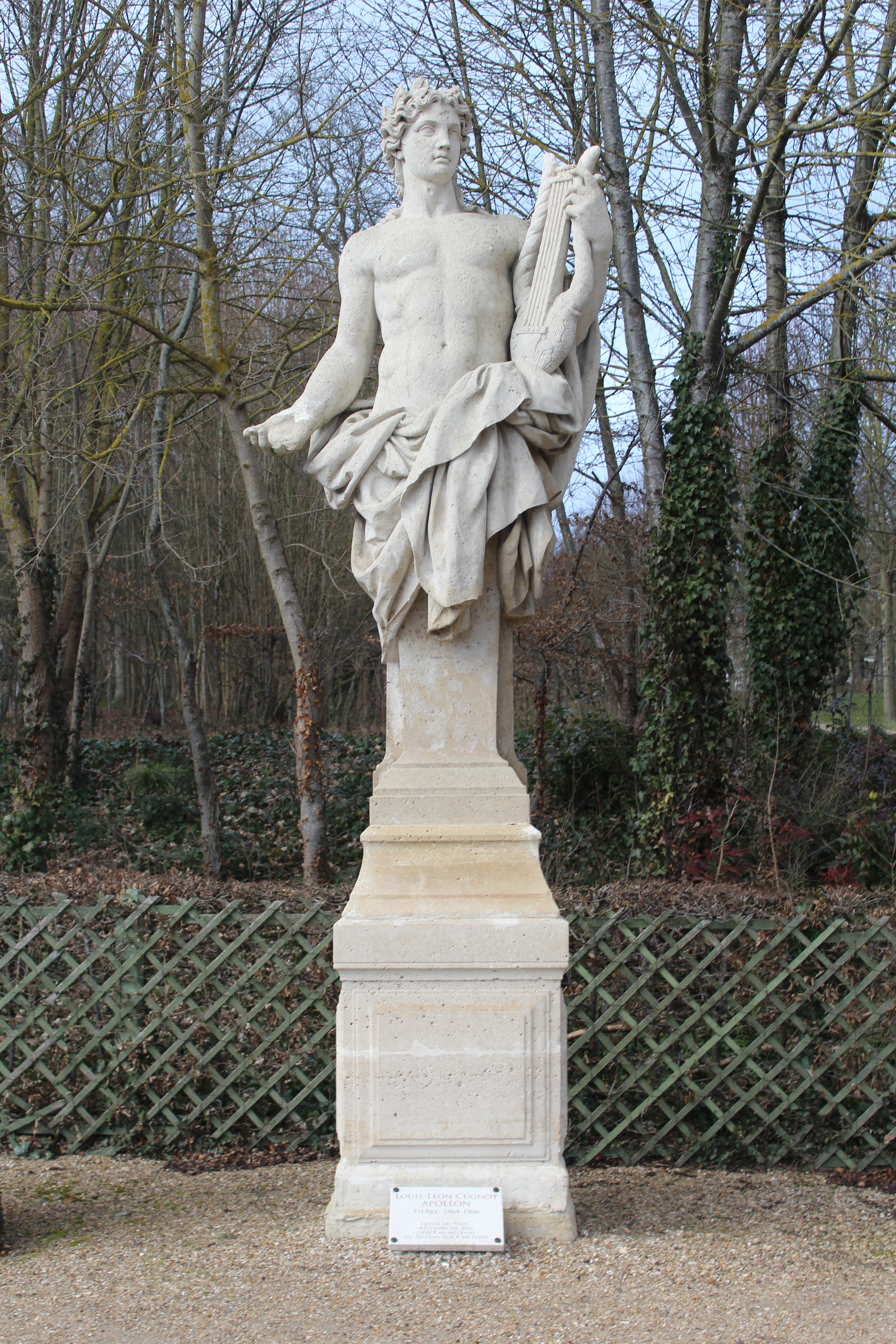
Apollon.
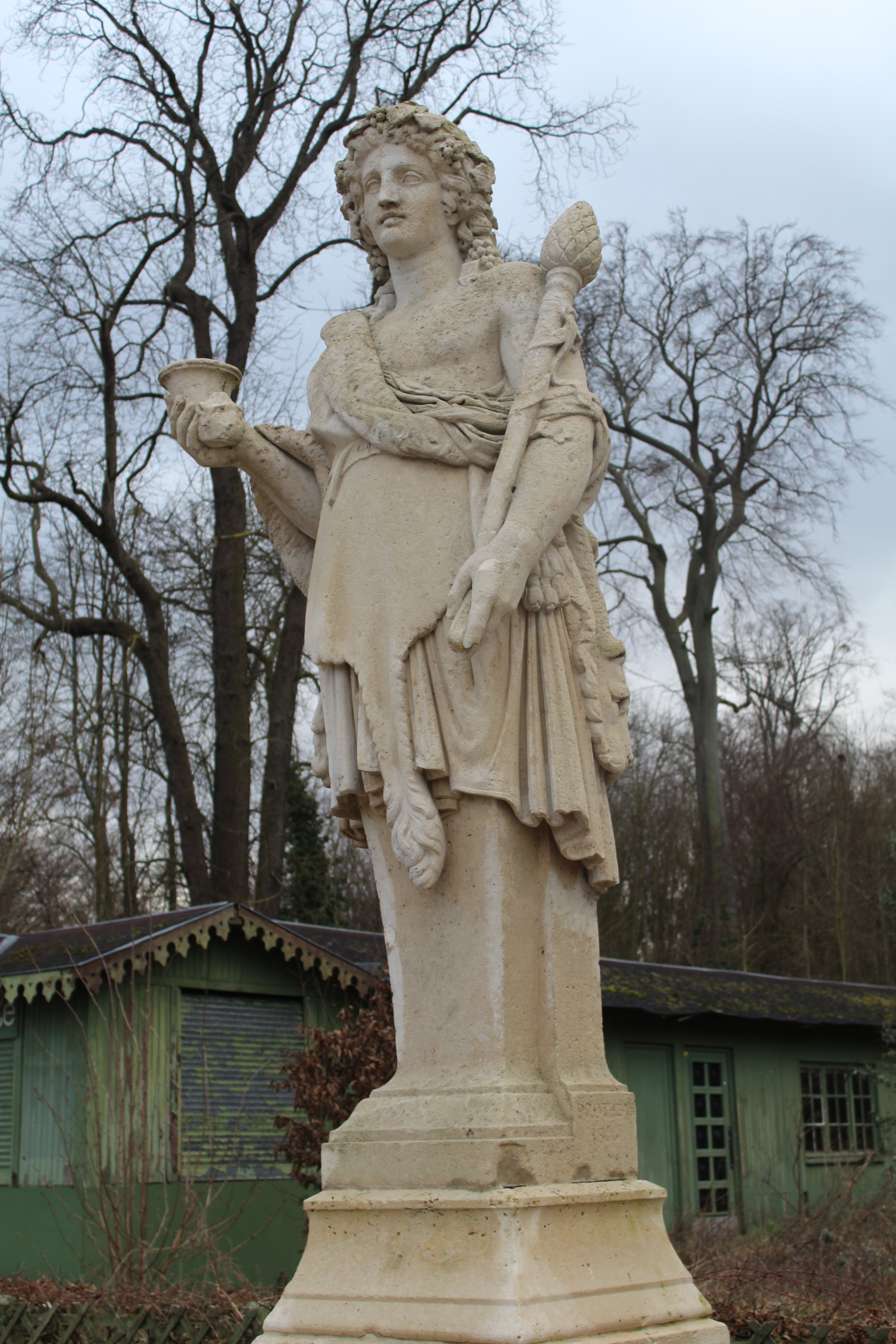
Bacchus.
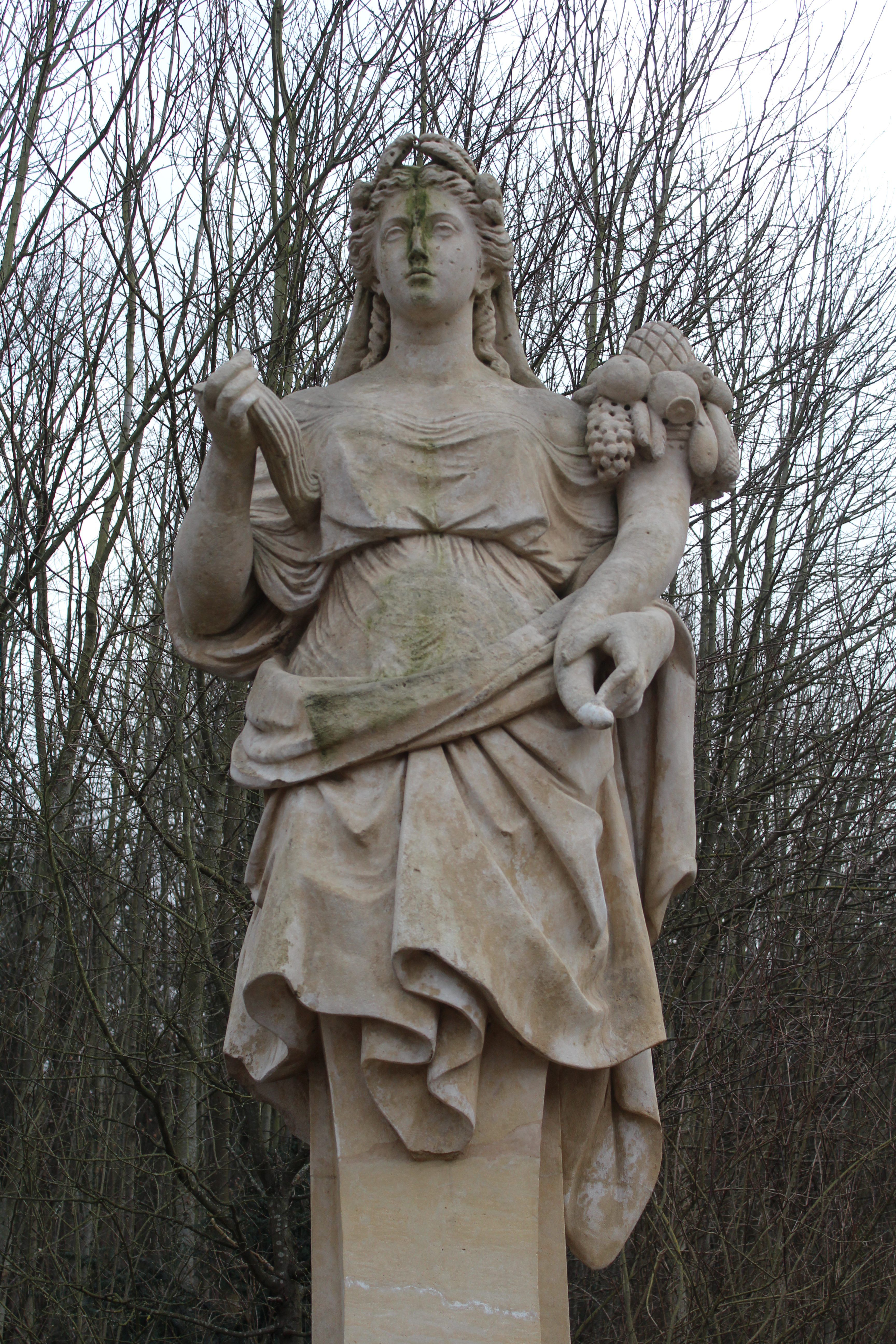
Cérès.
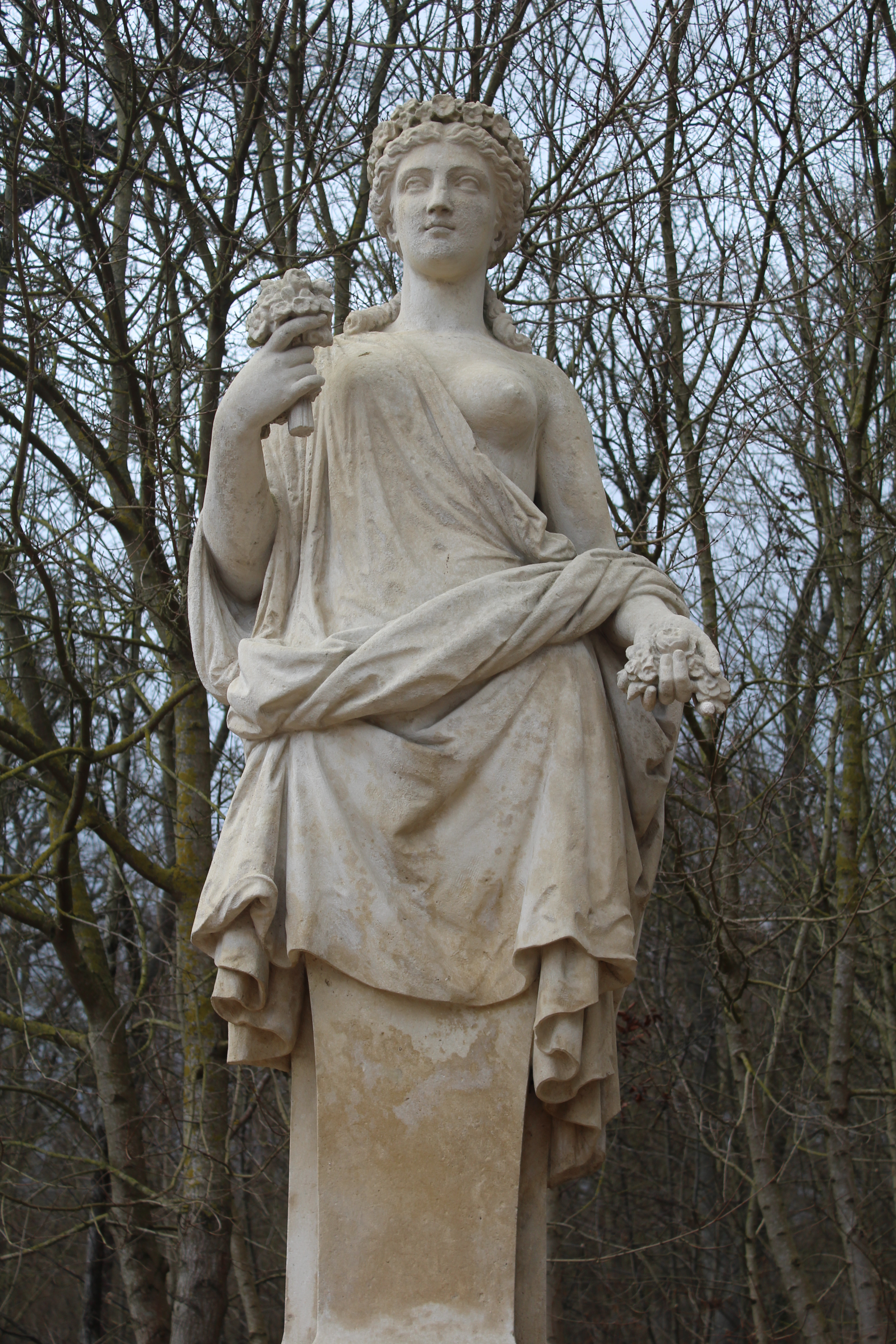
Flora.
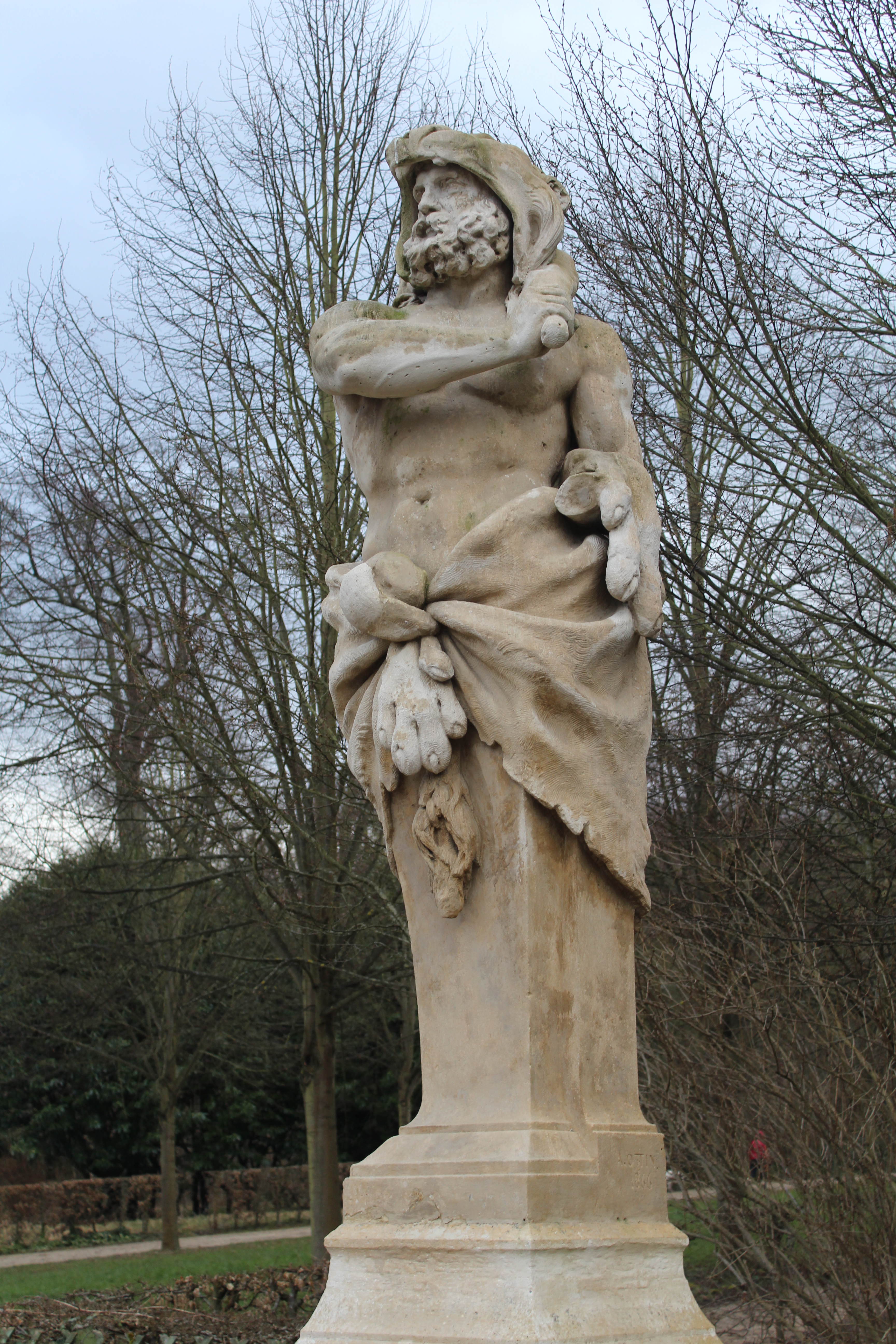
Hercule.
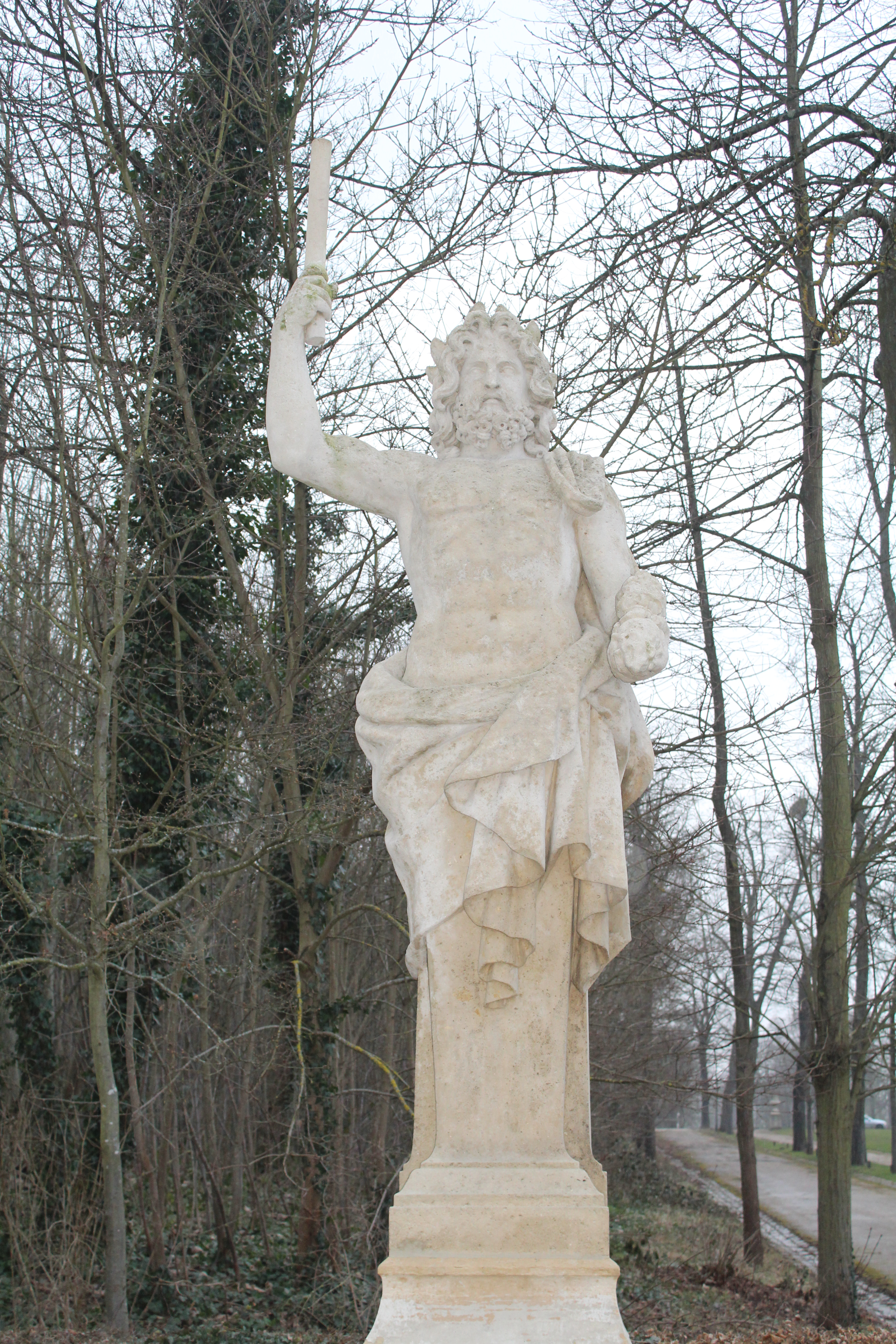
Jupiter.
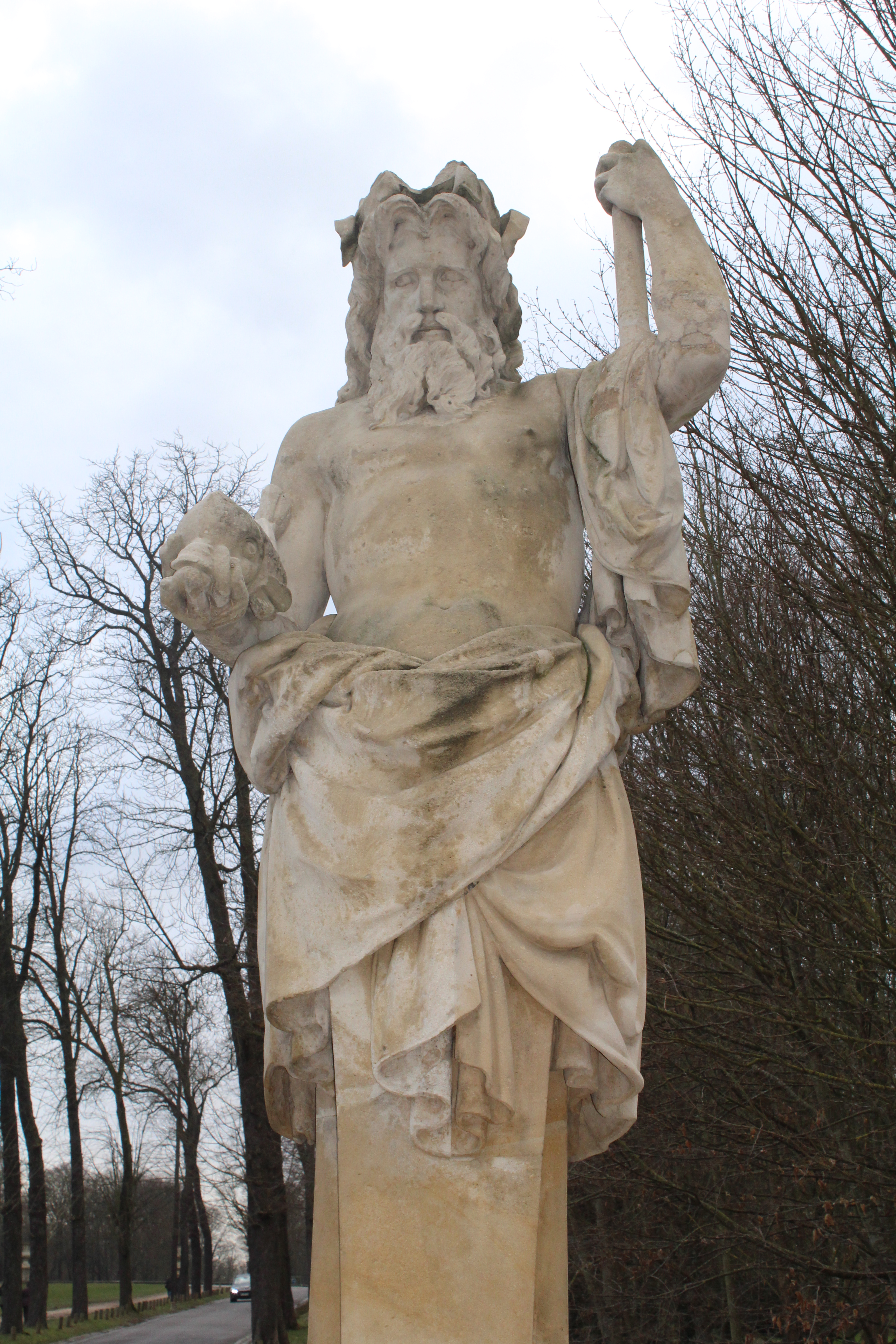
Neptune.
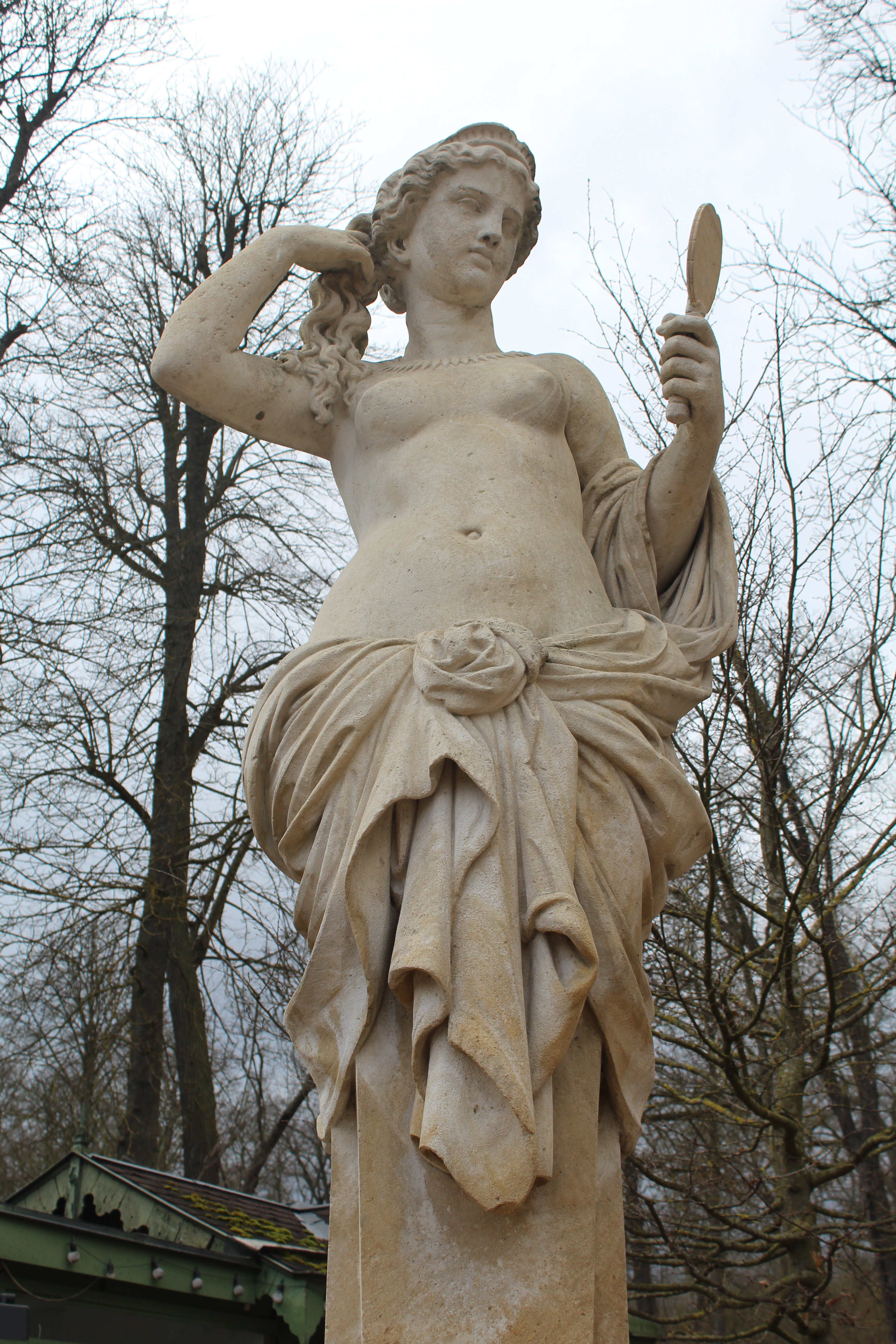
Venus.
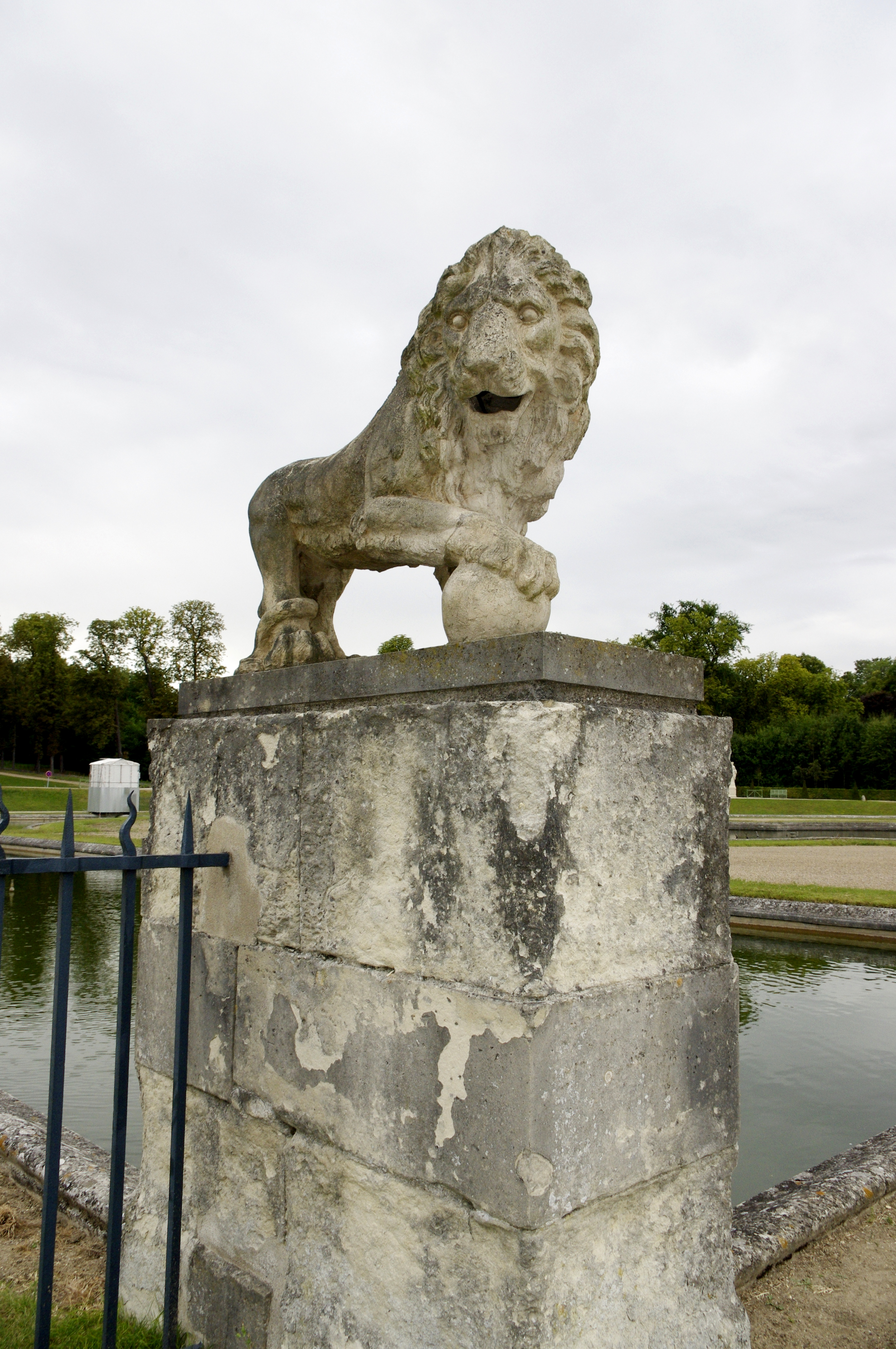
Lion.
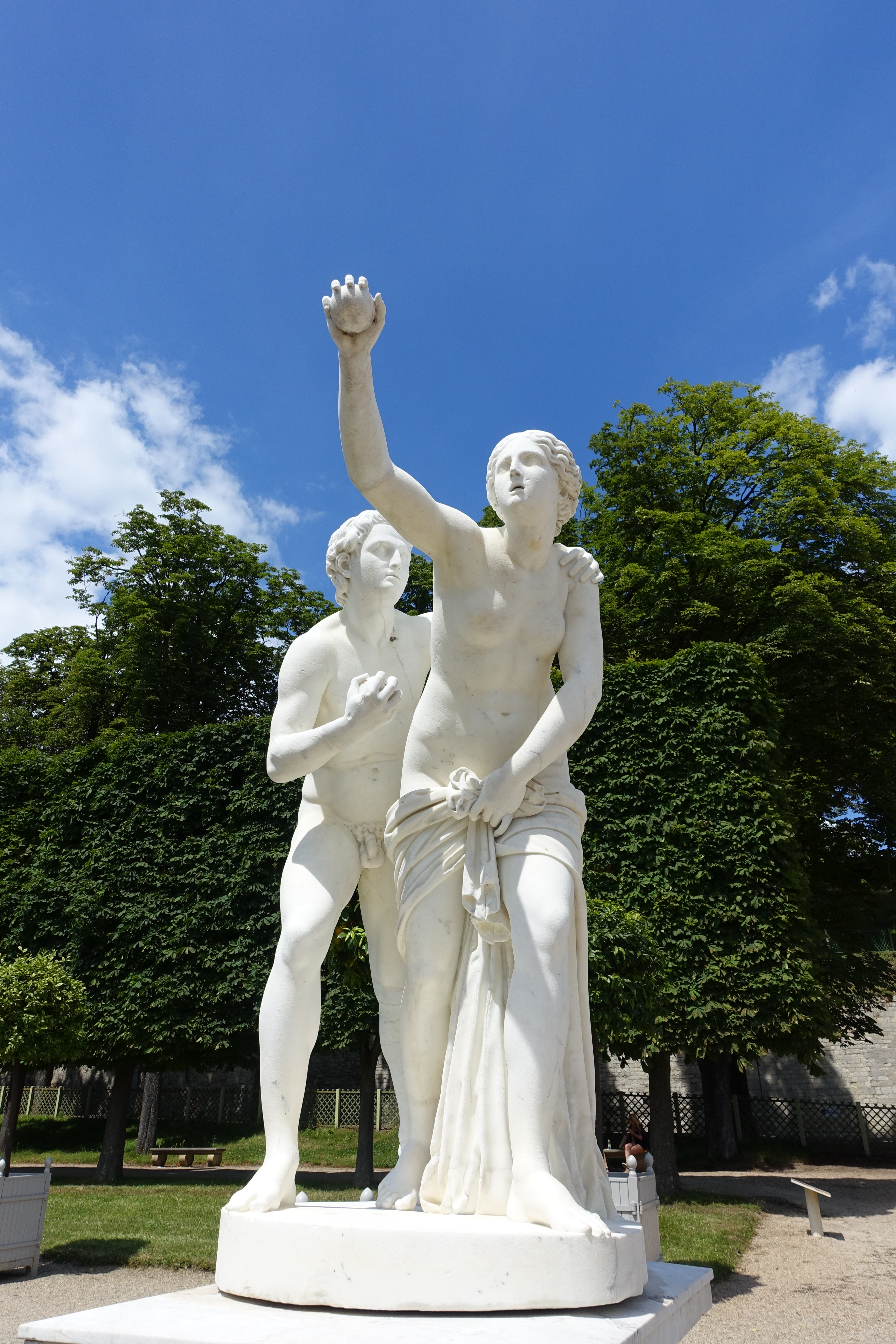
Hippomène et Atalante.
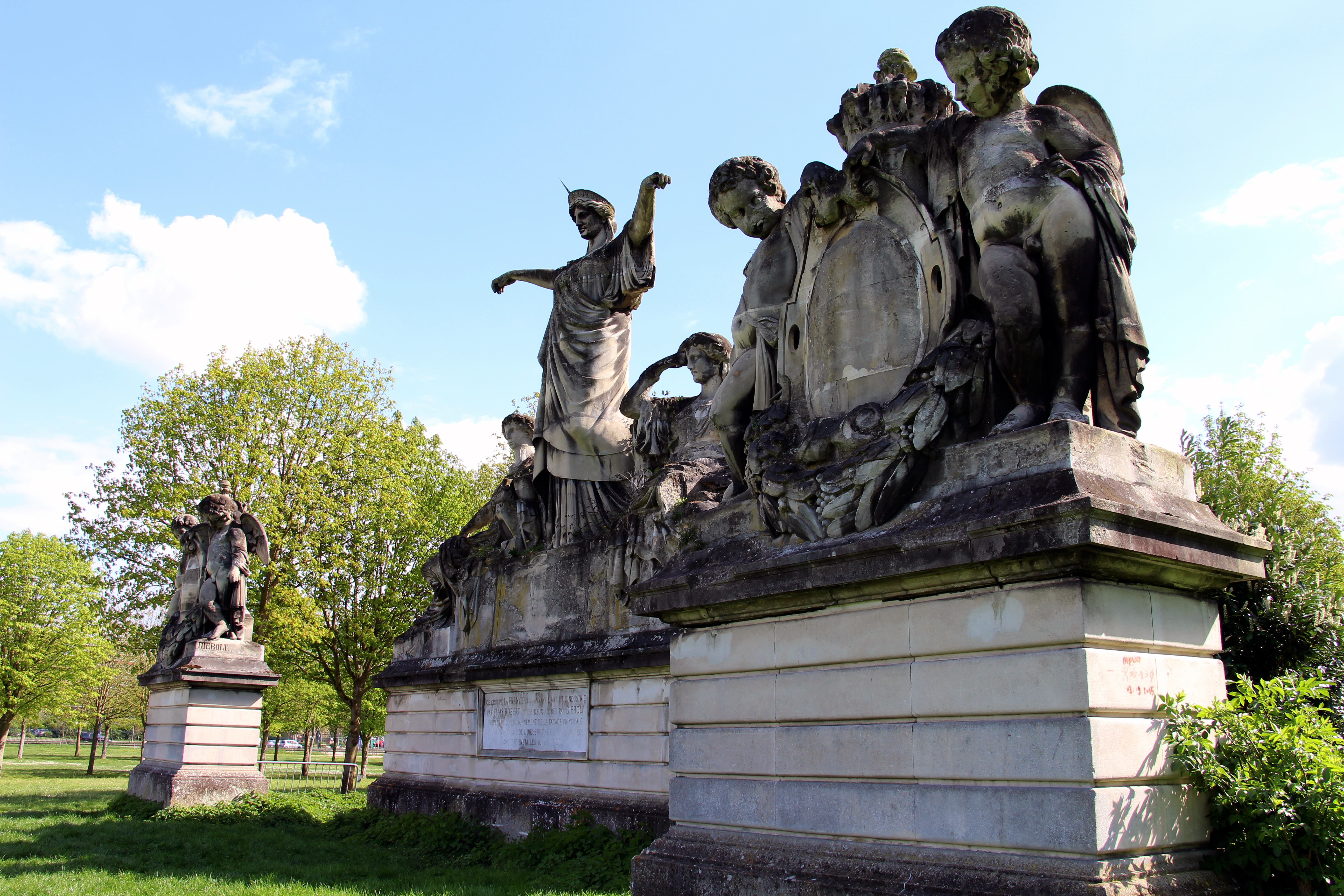
La France couronnant l'Art et l'Industrie.
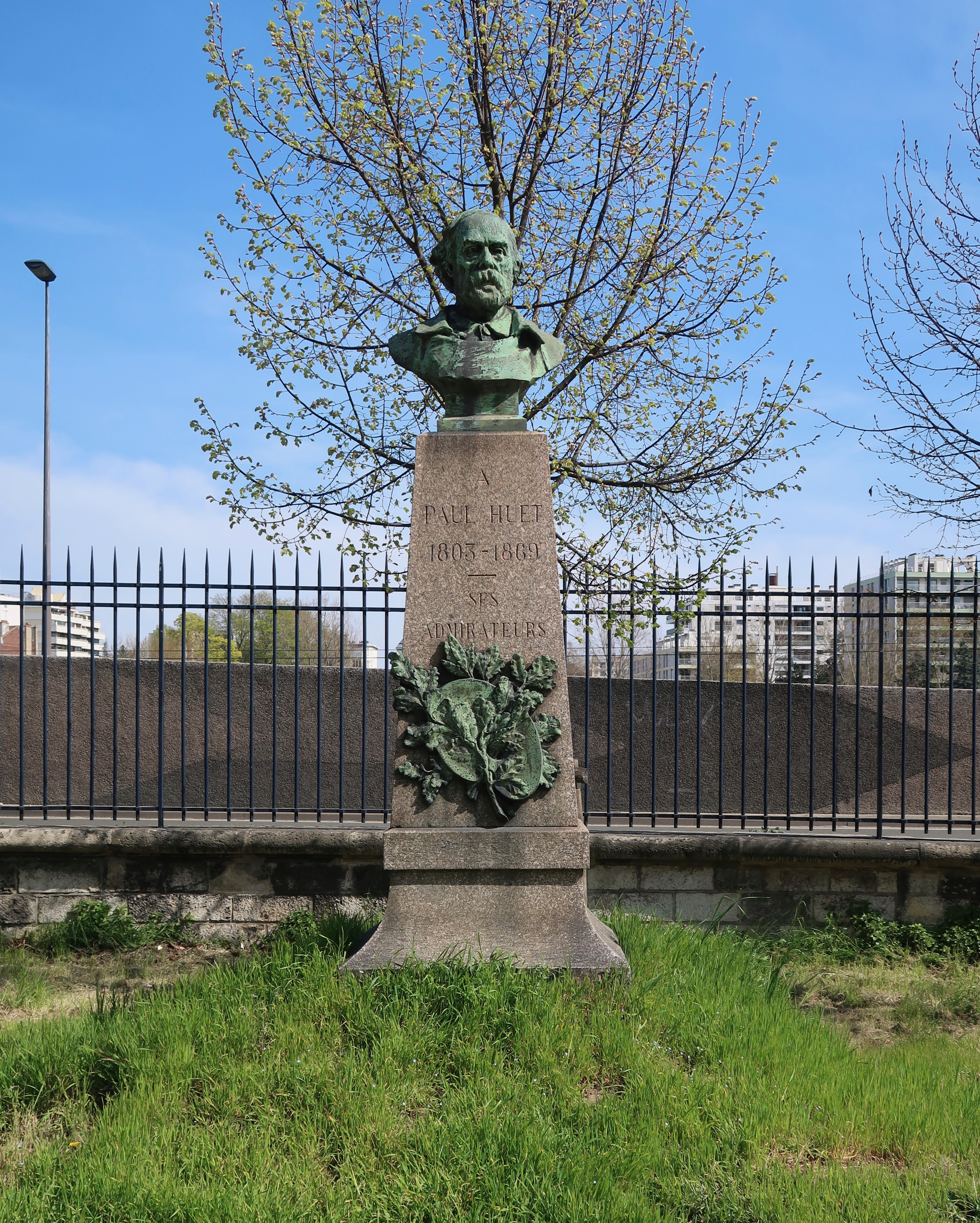
Monument à Paul Huet.
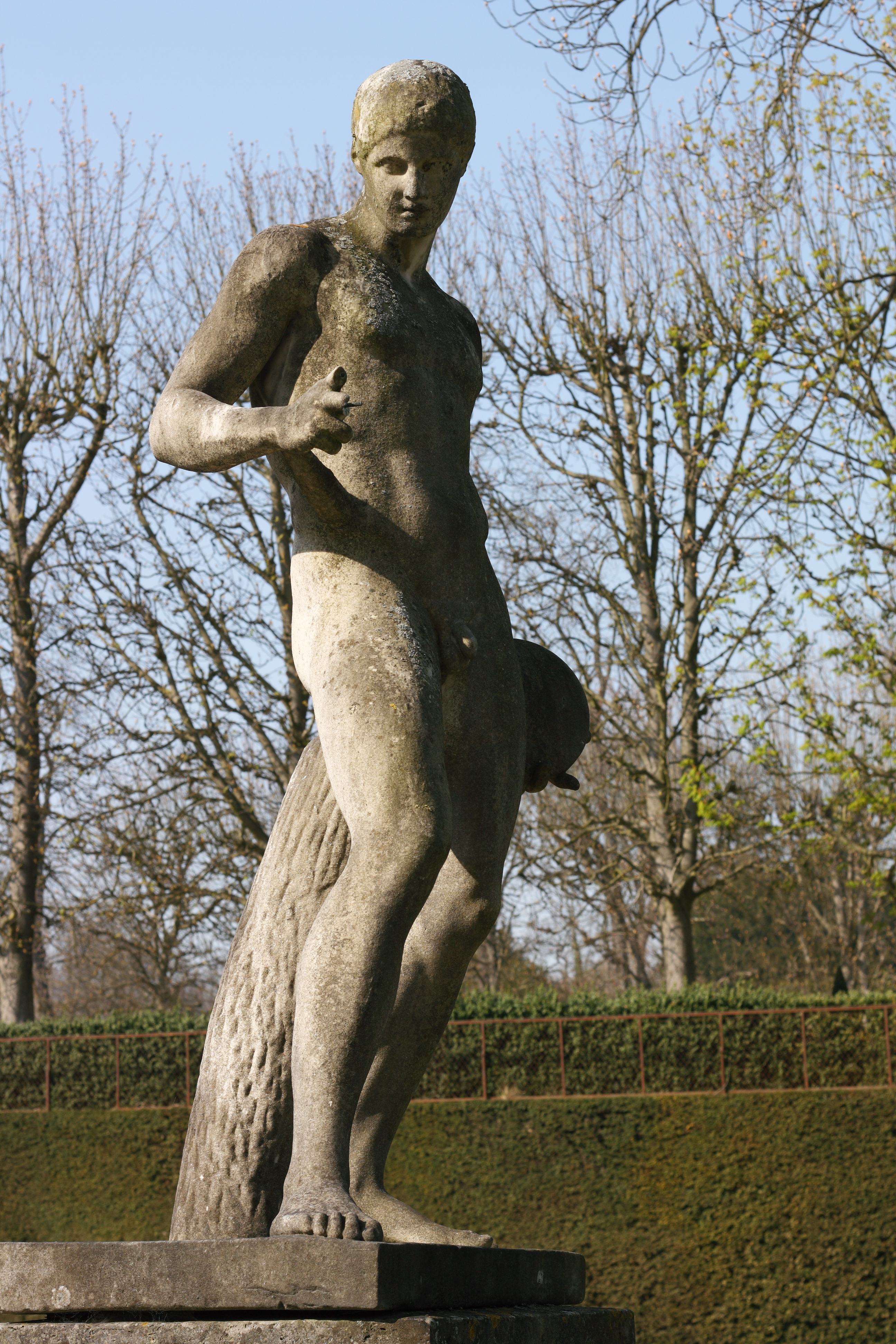
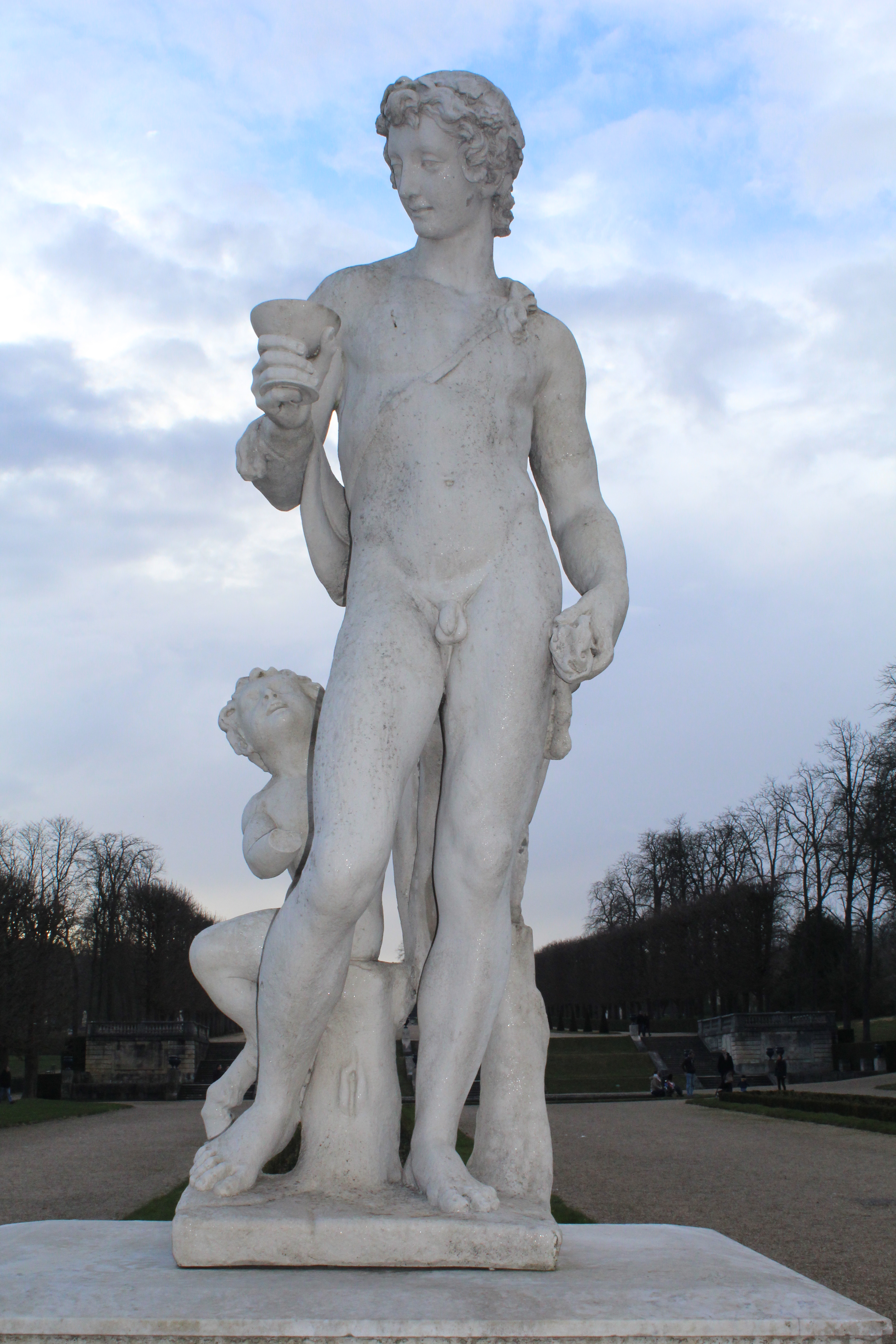
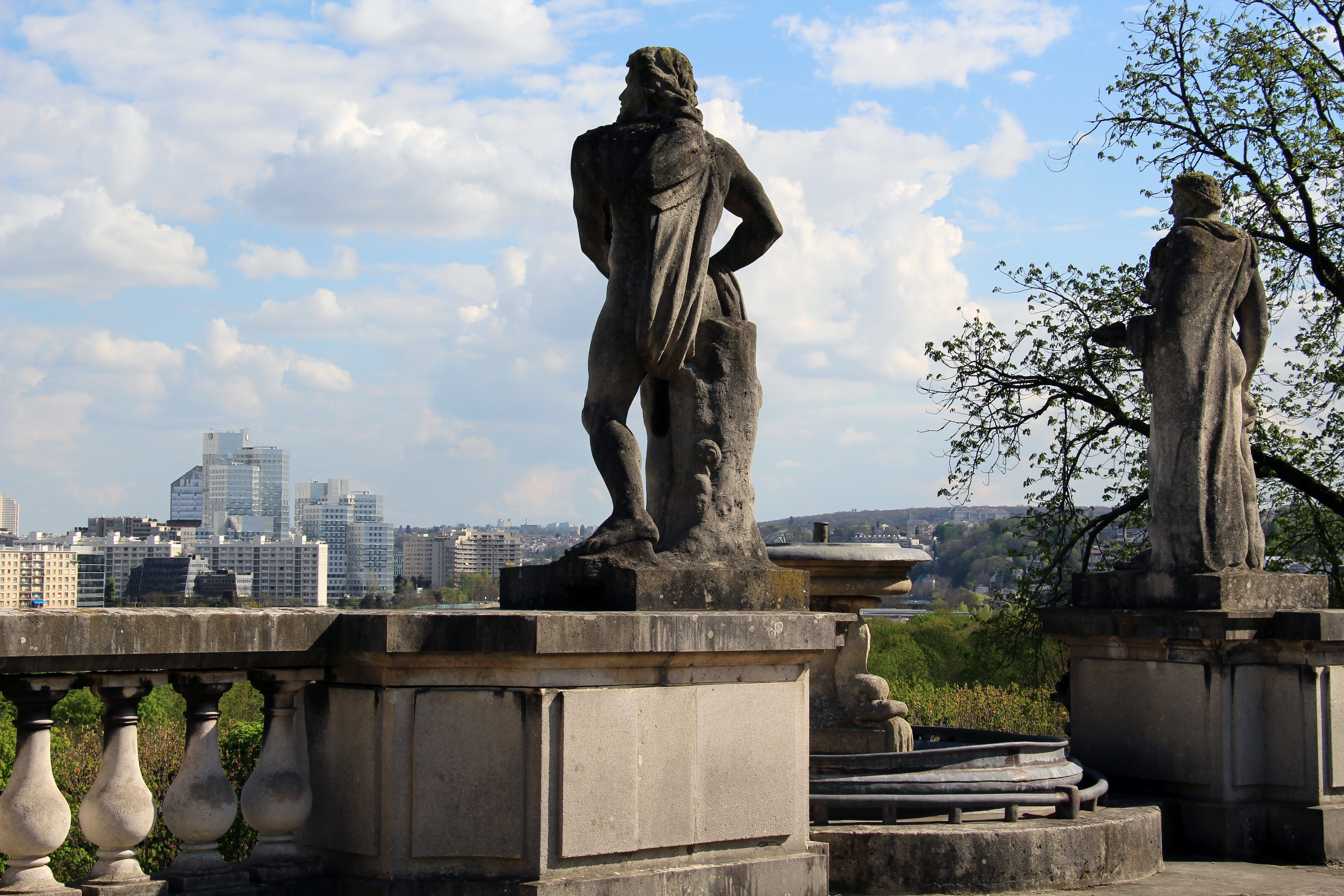
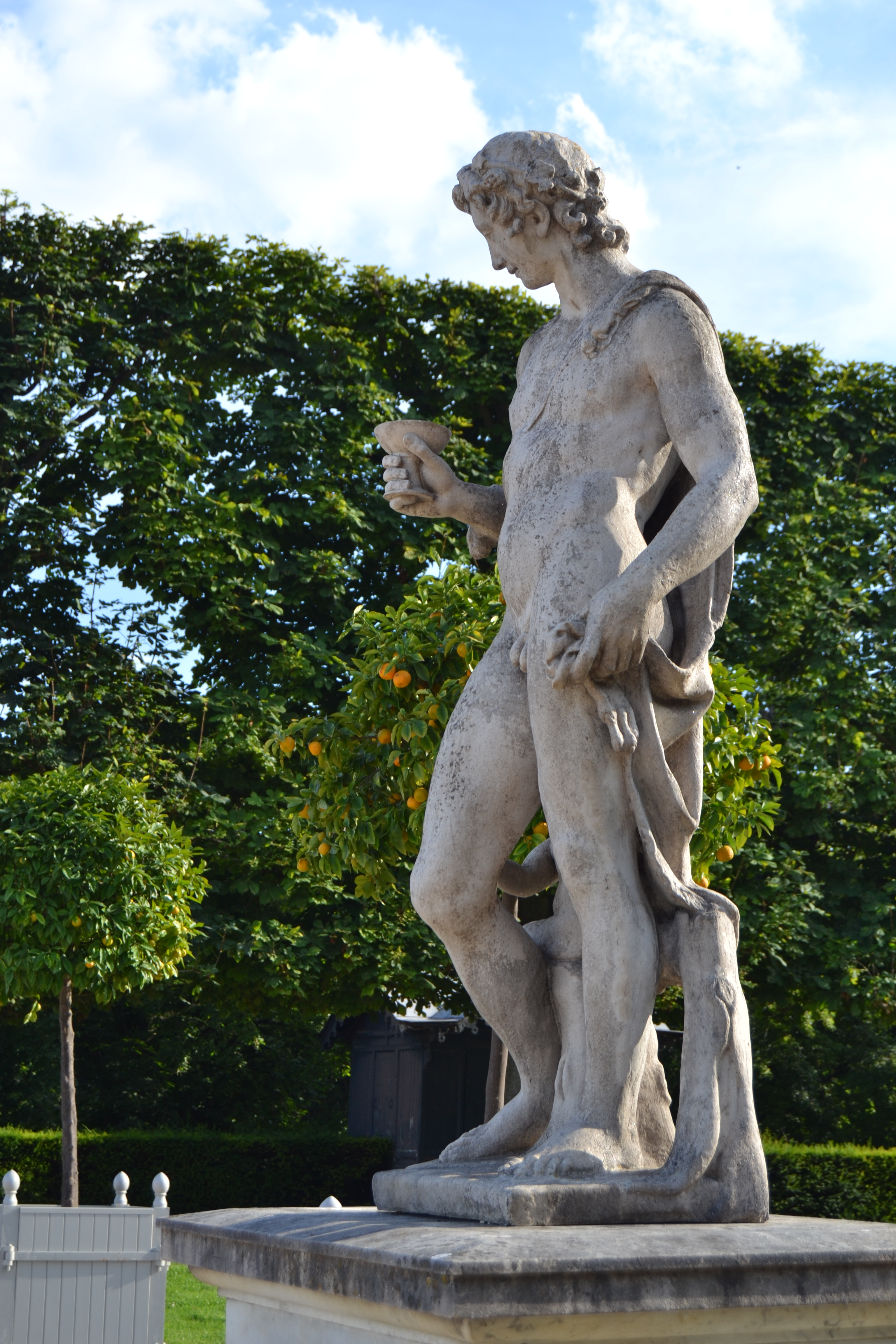

## Peinture et gravure

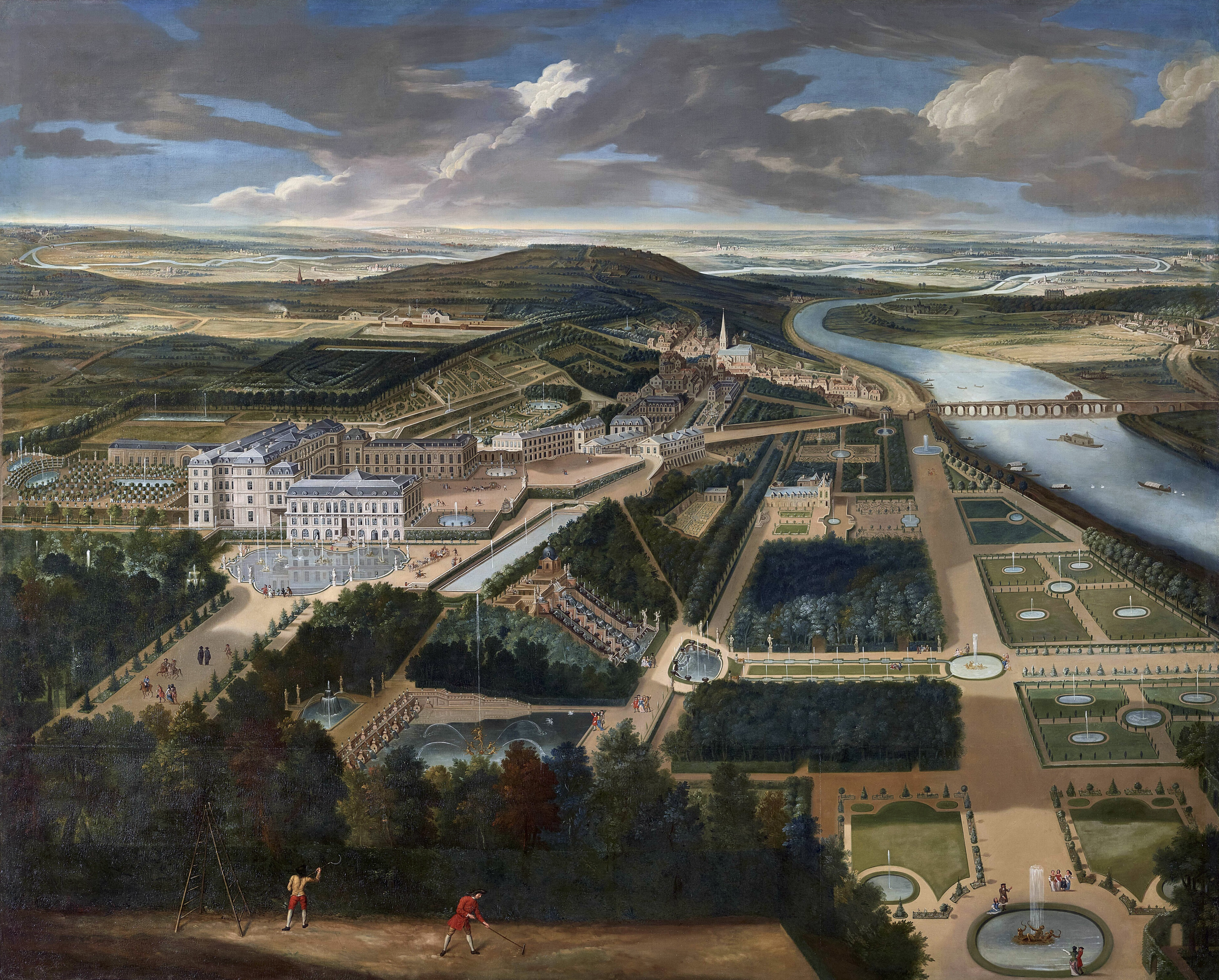
Saint-Cloud par Allegrain.

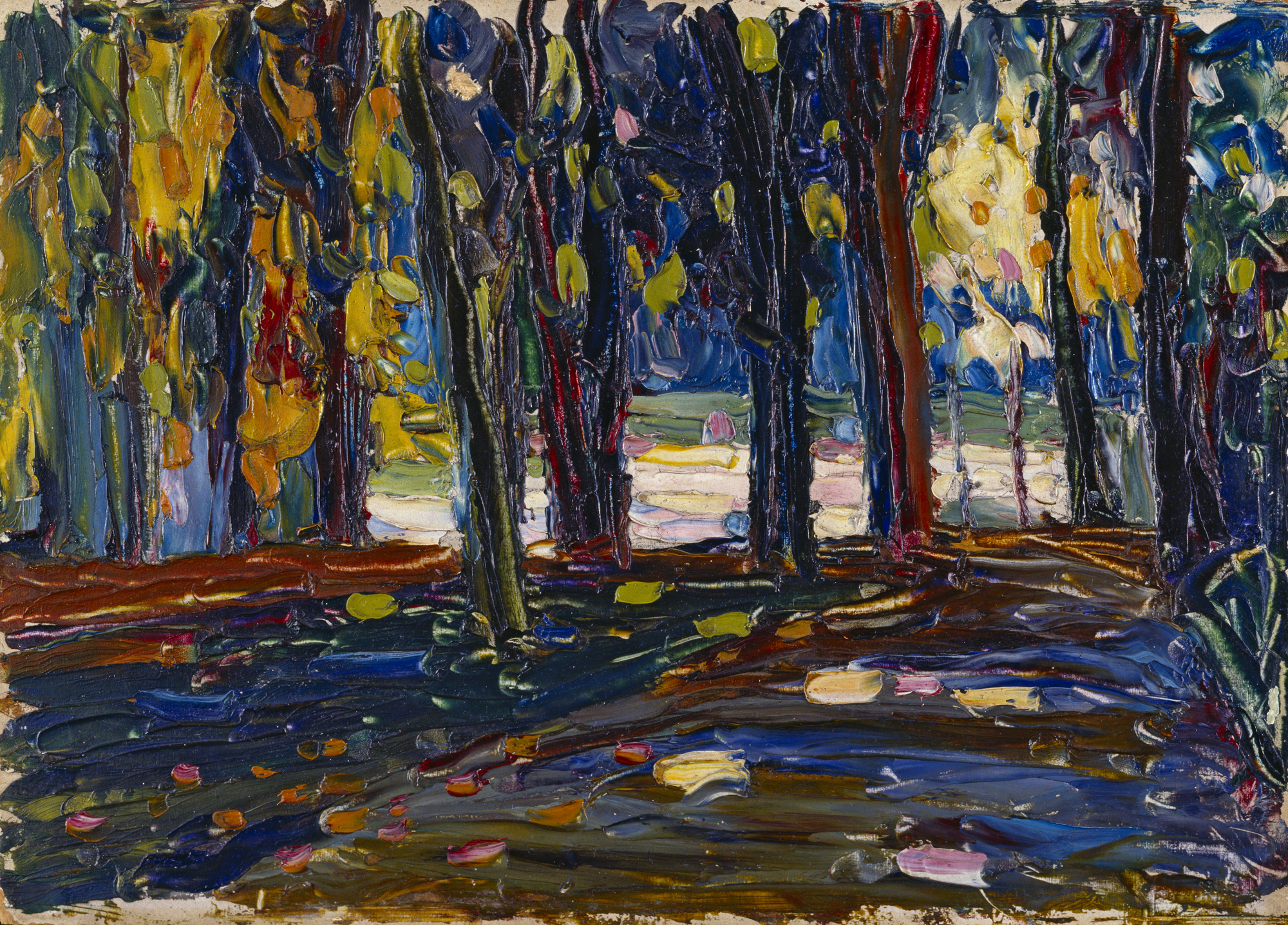
Im Park von St. Cloud par Kandinsky.

- Étienne Allegrain, peinture Vue cavalière du château et du parc de Saint-Cloud, vers 1675, château de Versailles.
- Plan de Saint-Cloud, levé et dédié à S.A.S. Monseigneur le duc de Chartres par l'abbé Delagrive, 1744[21].
- Jean-Joseph-Xavier Bidauld et Carle Vernet, Promenade de Napoléon Ier et de Marie-Louise au château de Saint-Cloud, 1811, musée Marmottan Monet[22].
- Christoffer Wilhelm Eckersberg, Vue depuis Sèvres du Vieux Pont de Seine avec le parc de Saint Cloud en arrière-plan.
- Paul Huet :
  - Le Parc de Saint-Cloud, un jour de fête, huile sur toile, 1829, musée du Louvre.
  - L'Inondation de Saint-Cloud ou Parc de Saint-Cloud, huile sur toile, 1855, musée du Louvre.
- Léon Fleury, Saint-Cloud et la lanterne de Démosthène, 1837, musée du Domaine départemental de Sceaux[21].
- Isidore Laurent Deroy, Palais de Saint-Cloud et son parc, 1866[21].
- Vassily Kandinsky, plusieurs toiles dont Park von Saint-Cloud, dunkle Allee (Le Parc de Saint-Cloud, allée ombragée), 1906, centre Pompidou[23] et Park von Saint-Cloud, Waldlichtung (Le Parc de Saint-Cloud, clairière), 1906-1907, musée d'Art moderne et contemporain de Strasbourg[24].
- Gabriele Münter, plusieurs toiles dont Allee im Park von Saint-Cloud, 1906[23] et Abend im Park (Le soir à Saint-Cloud), 1906.
- Raoul Dufy, Le Parc de Saint-Cloud, 1919, musée de Grenoble[25].

## Musique
Le bois de Saint-Cloud est mentionné dans le morceau Au bois d’mon cœur de Georges Brassens (1957).
Le clip de la chanson Nothing Compares 2 U interprétée par l'Irlandaise Sinéad O'Connor en 1990 a été tourné par le réalisateur britannique John Maybury dans le parc de Saint-Cloud.

## Accès par les transports en commun
On peut accéder au parc par les transports en commun :
- par le métro : stations Pont de Sèvres (ligne 9) ou Boulogne Pont de Saint-Cloud (ligne 10) puis le bus ;
- par le tramway : stations Parc de Saint-Cloud ou Musée de Sèvres de la ligne T2 ;
- par le train : gares de Sèvres - Ville-d'Avray (ligne Paris-Saint-Lazare - Versailles-Rive-Droite) ou de Saint-Cloud (également depuis Paris-Saint-Lazare).

## Photos

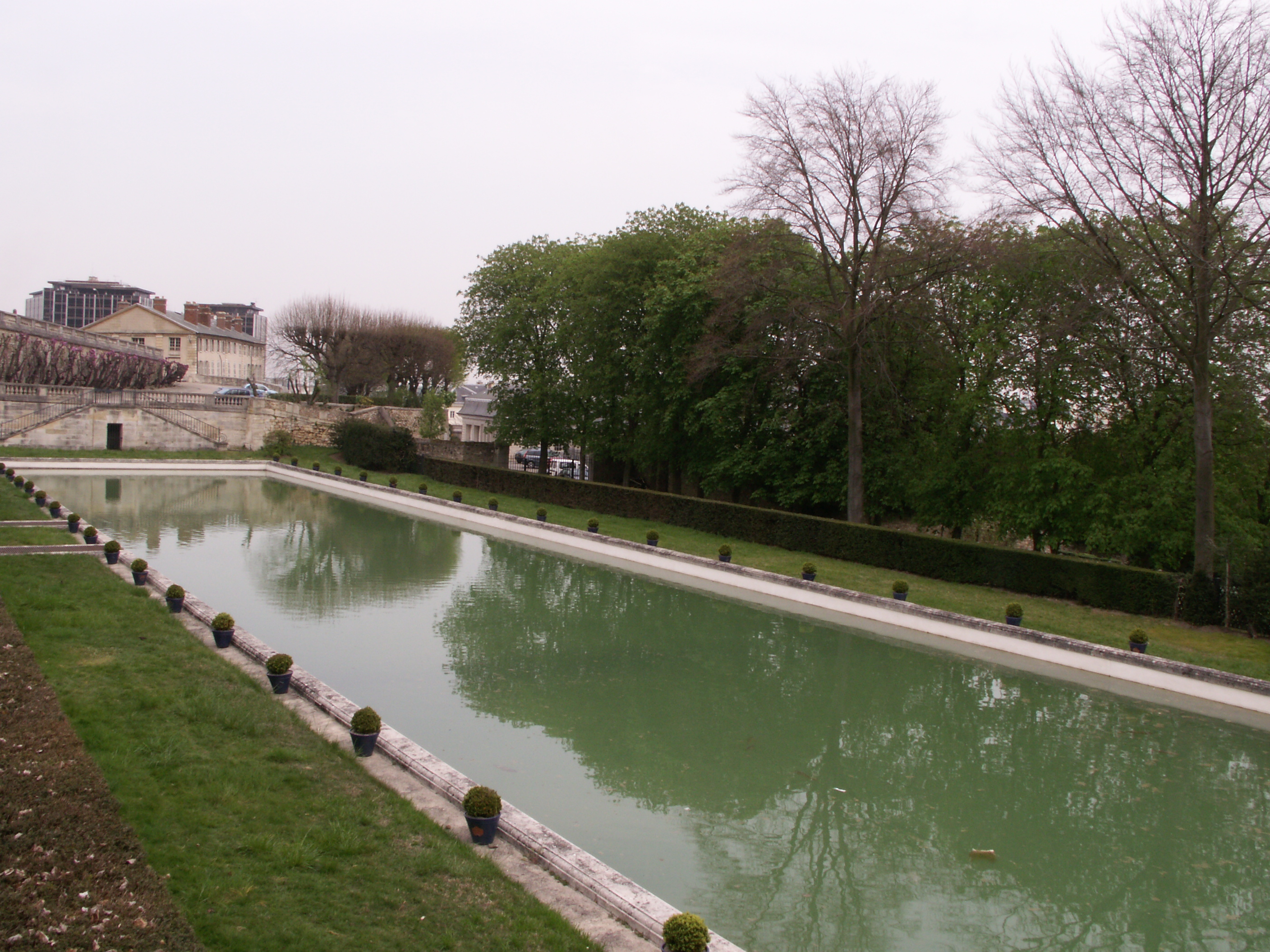
Le bassin des Carpes.
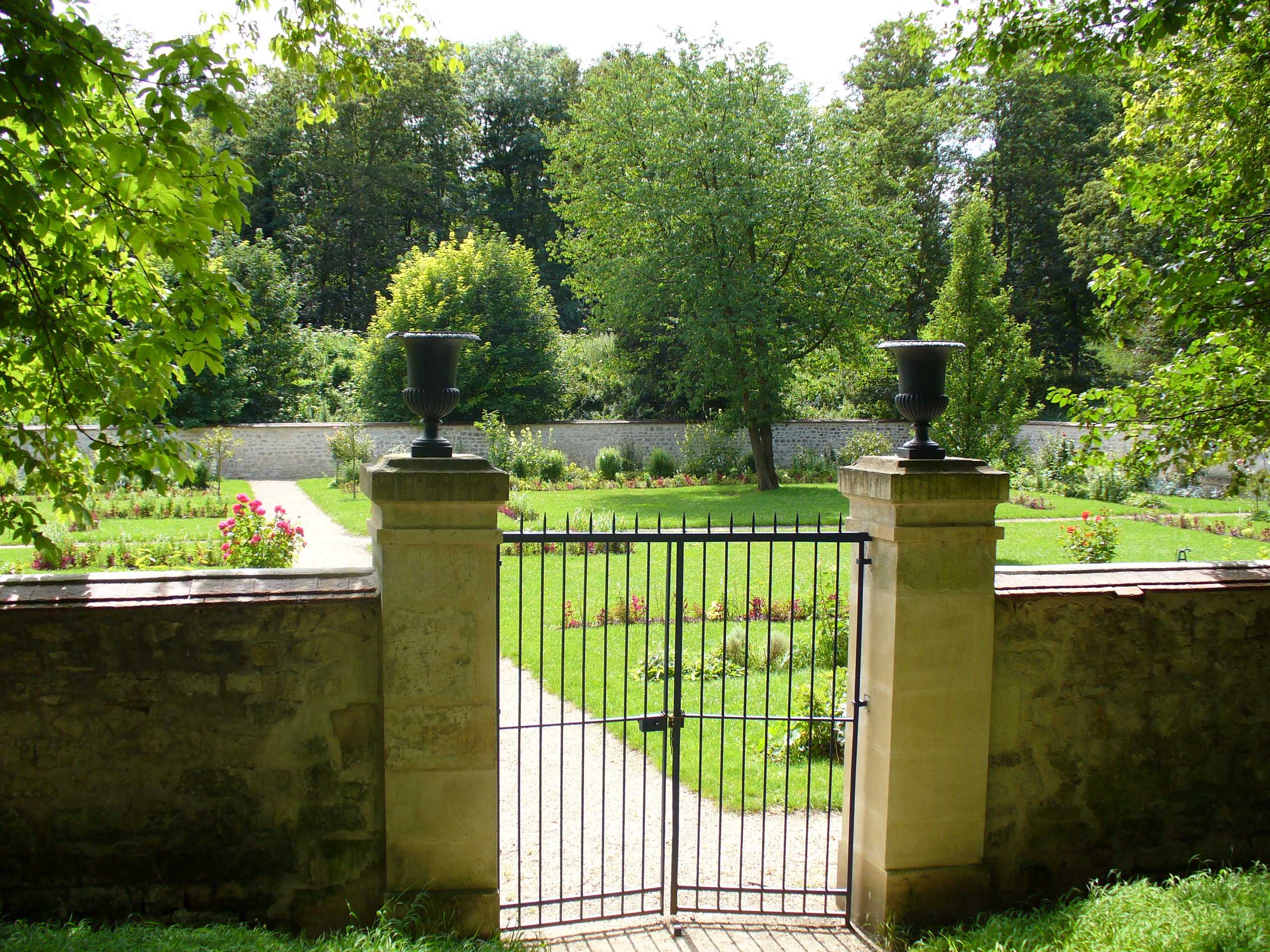
Le jardin de Valois.
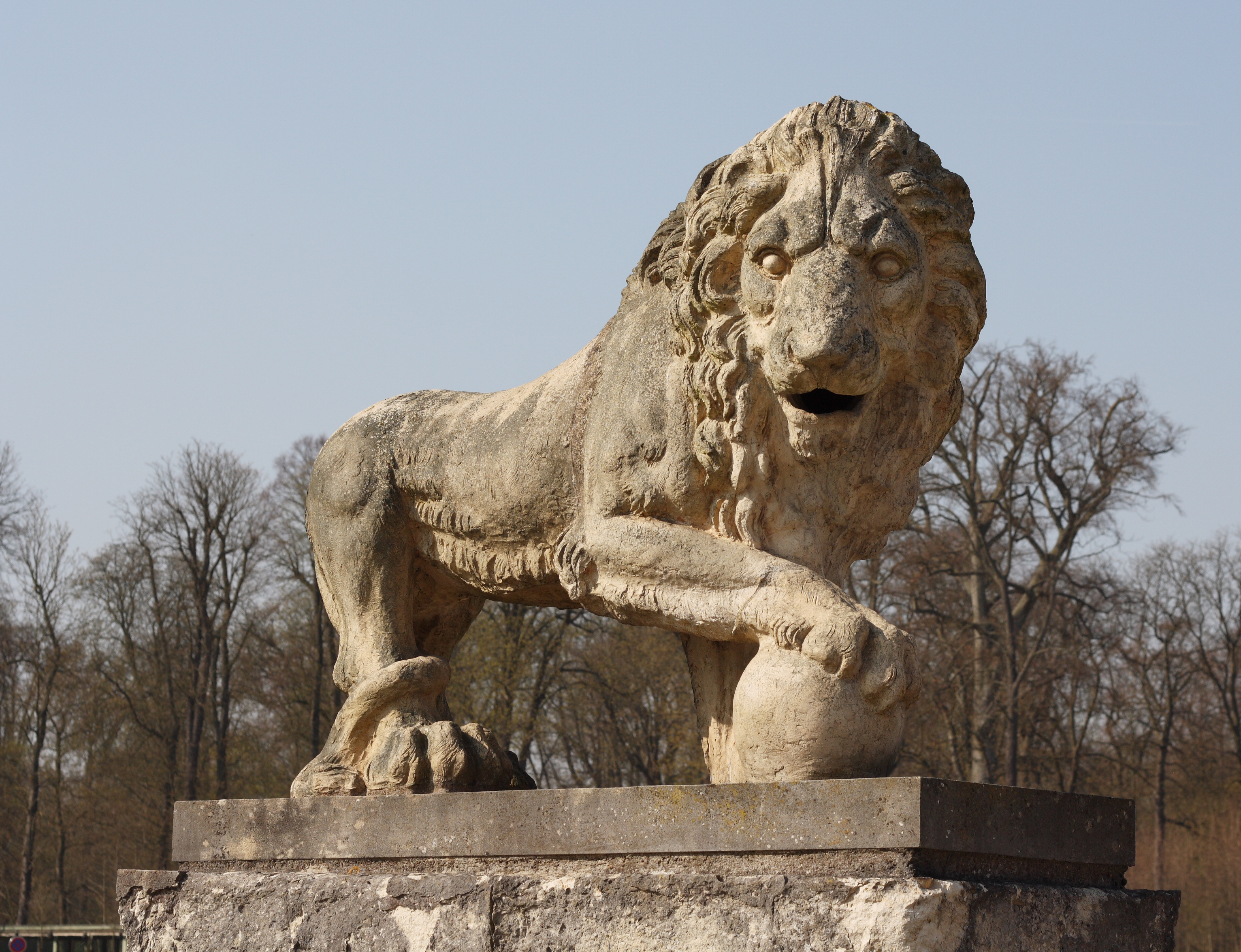
Lion Médicis.
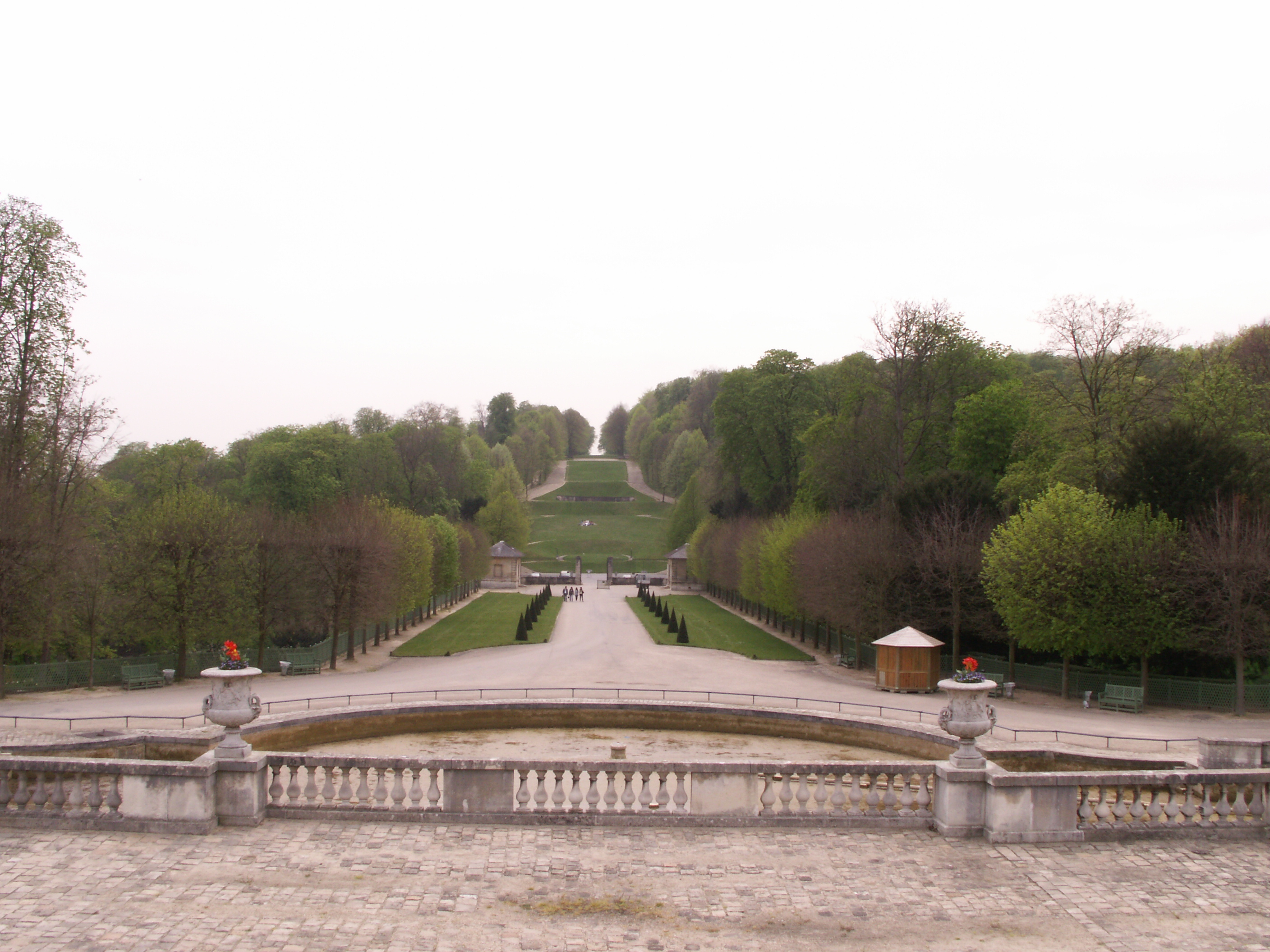
Vue de la terrasse.
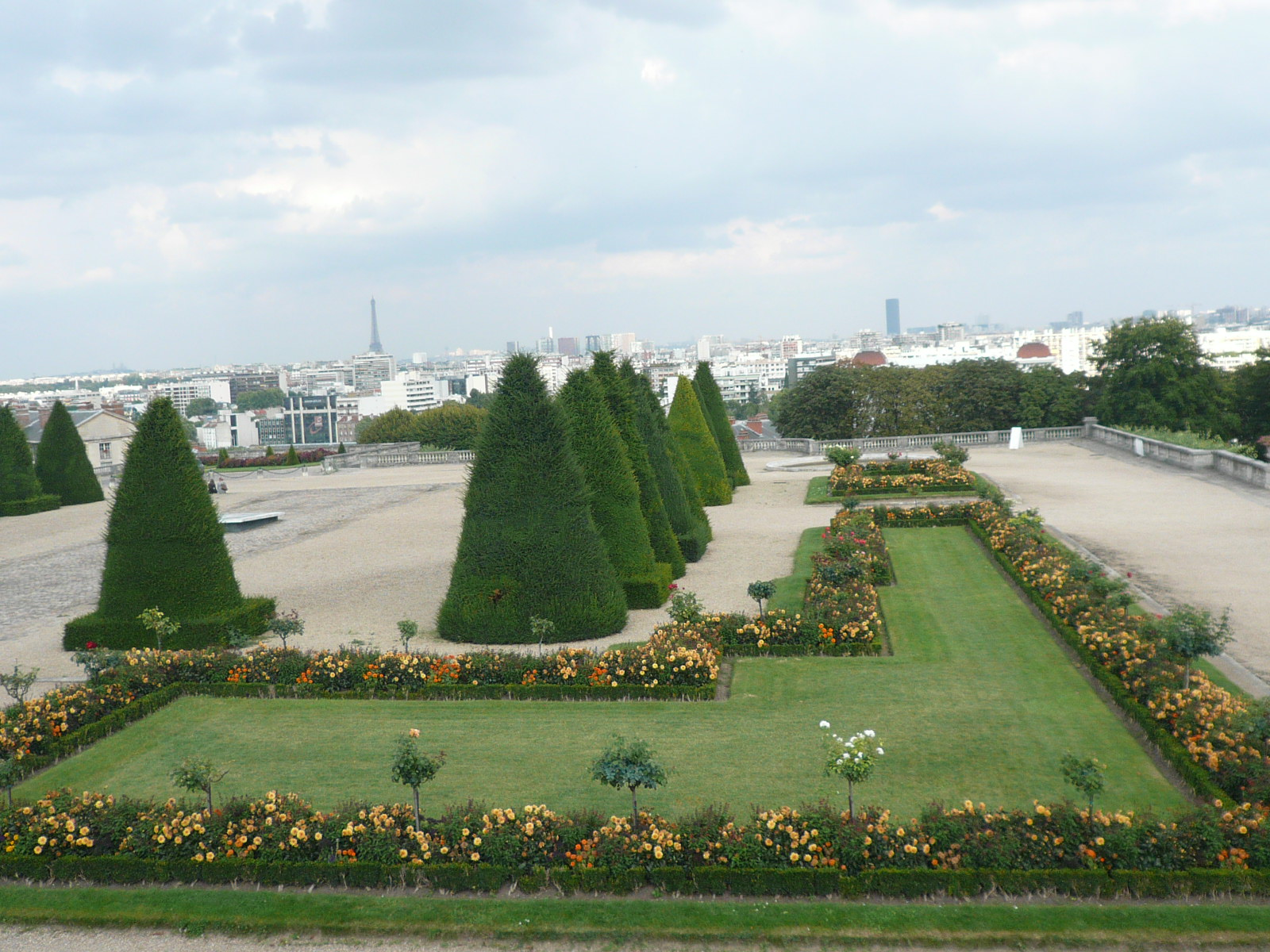
Vue sur Paris depuis la terrasse du château.
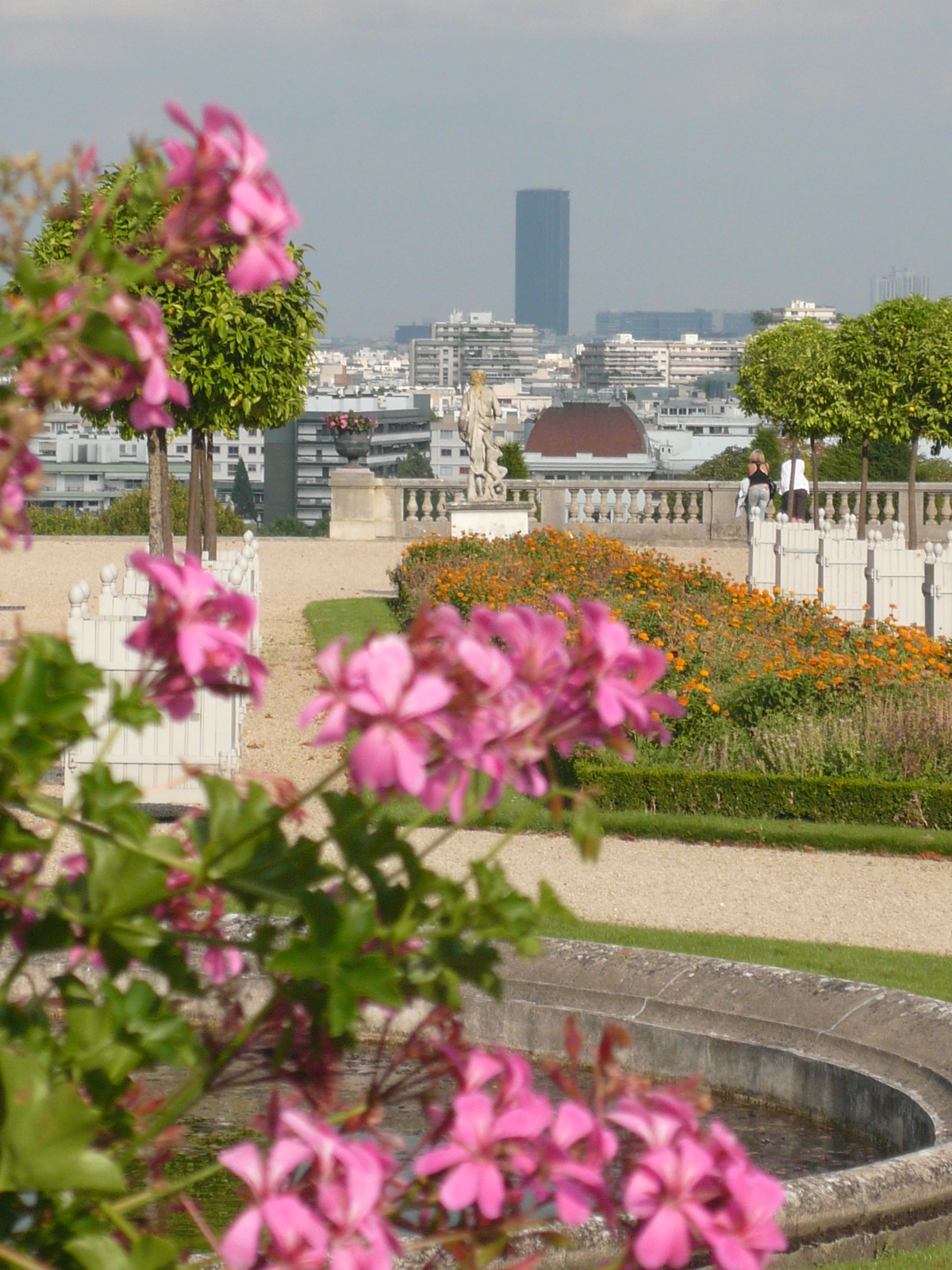
Tour Montparnasse depuis la terrasse des orangers.
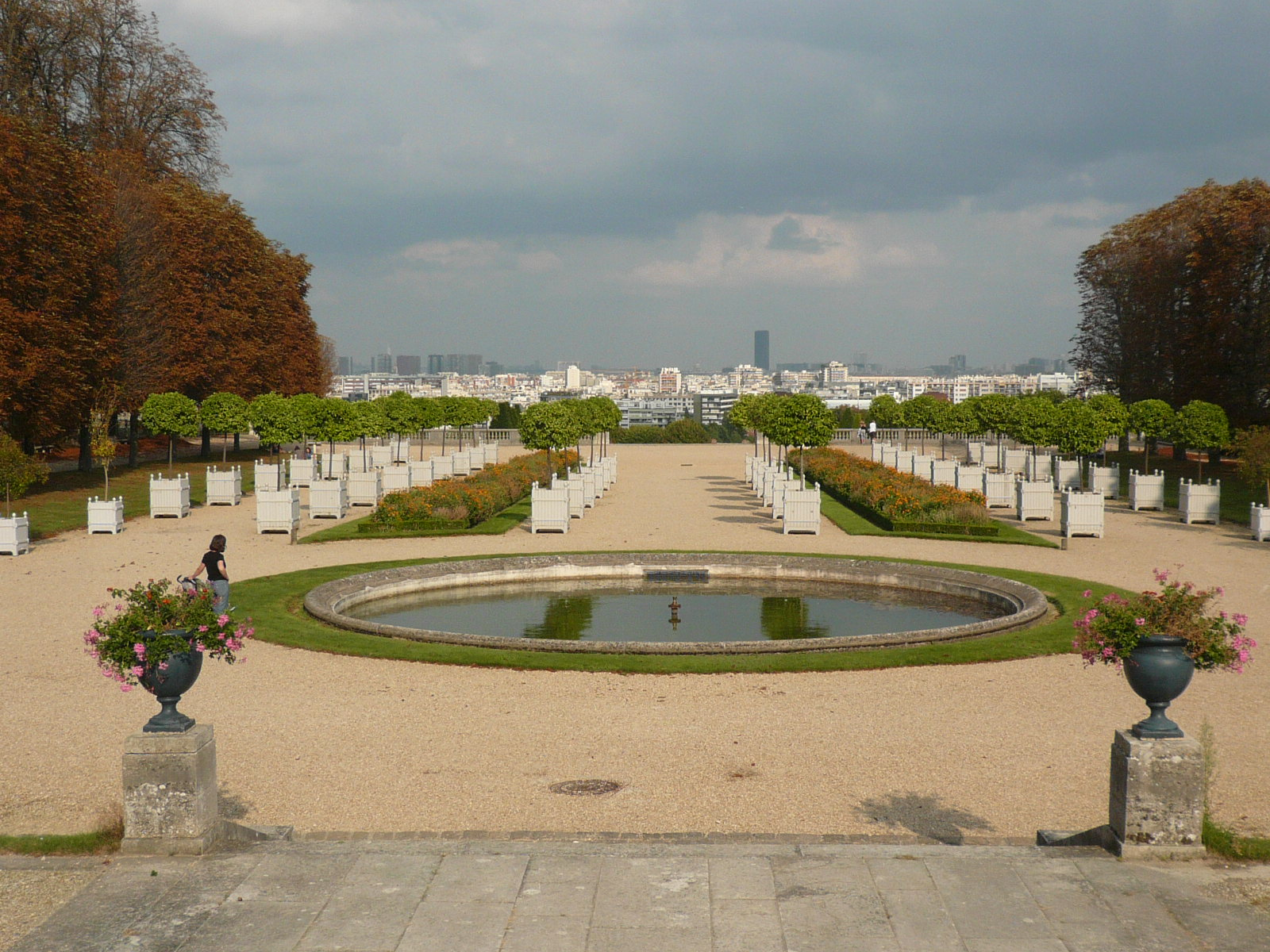
Vue sur Paris et la terrasse des orangers.
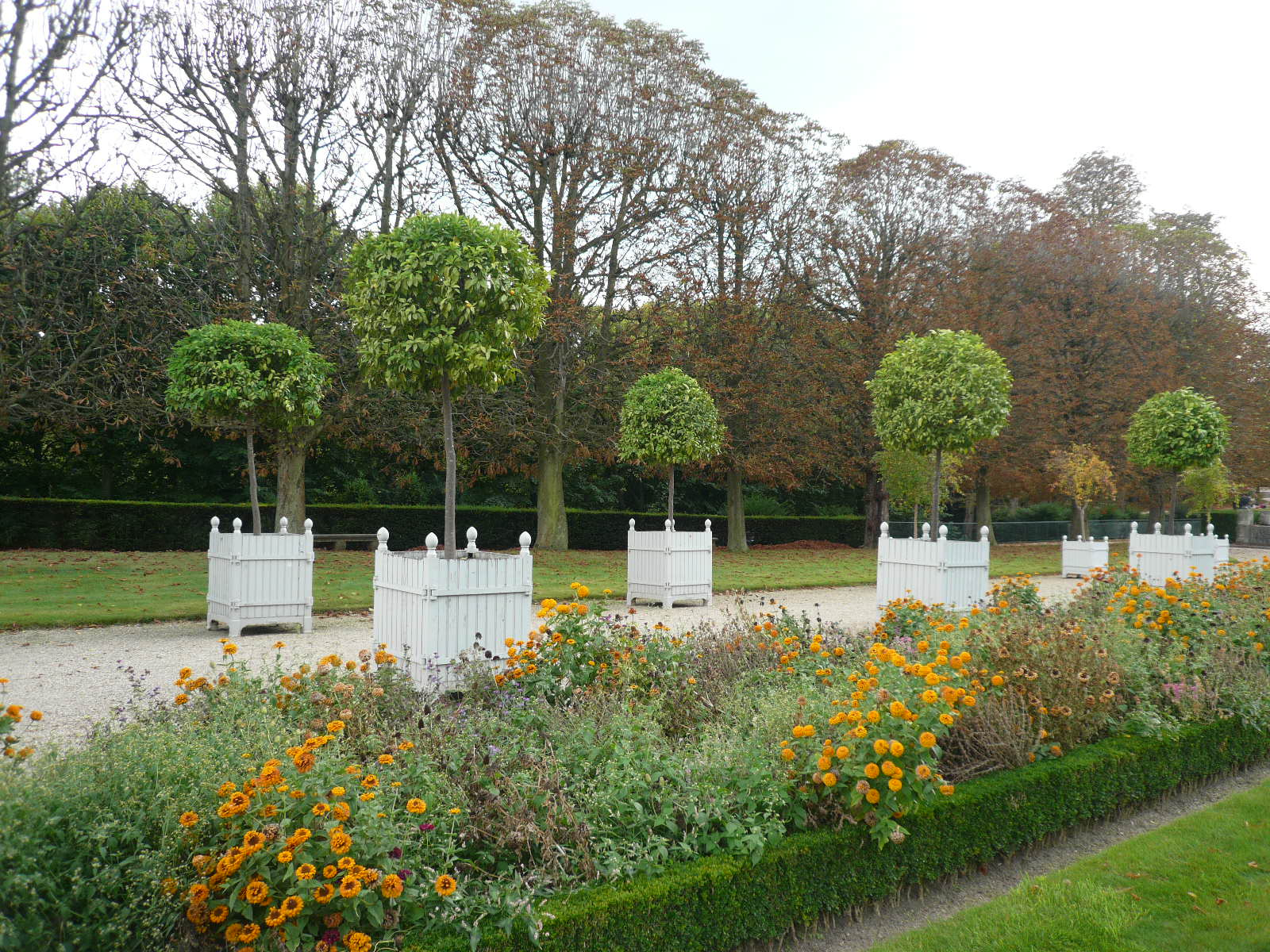
Allée de la terrasse des orangers.
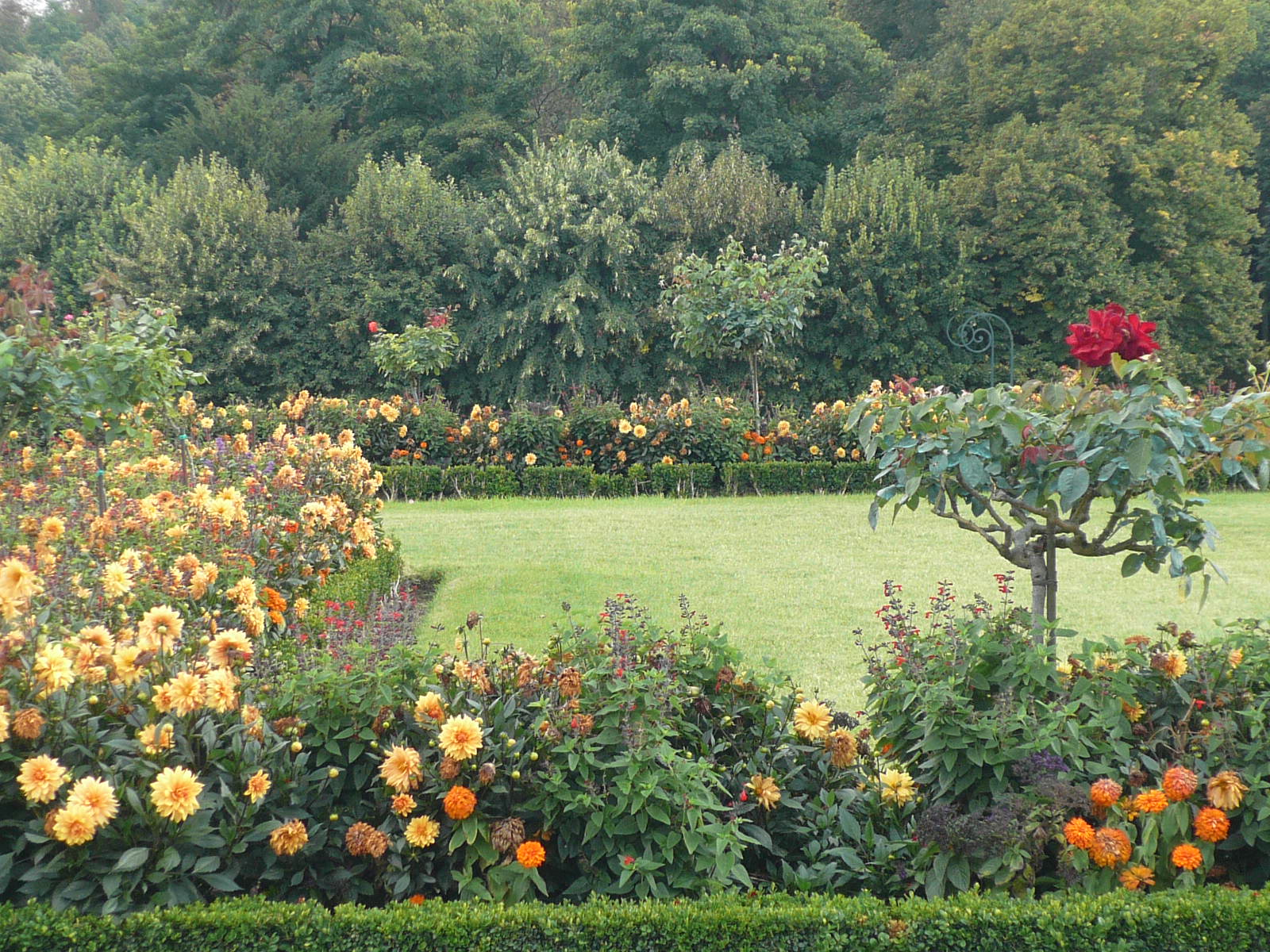
Jardin à la française de la terrasse du château.
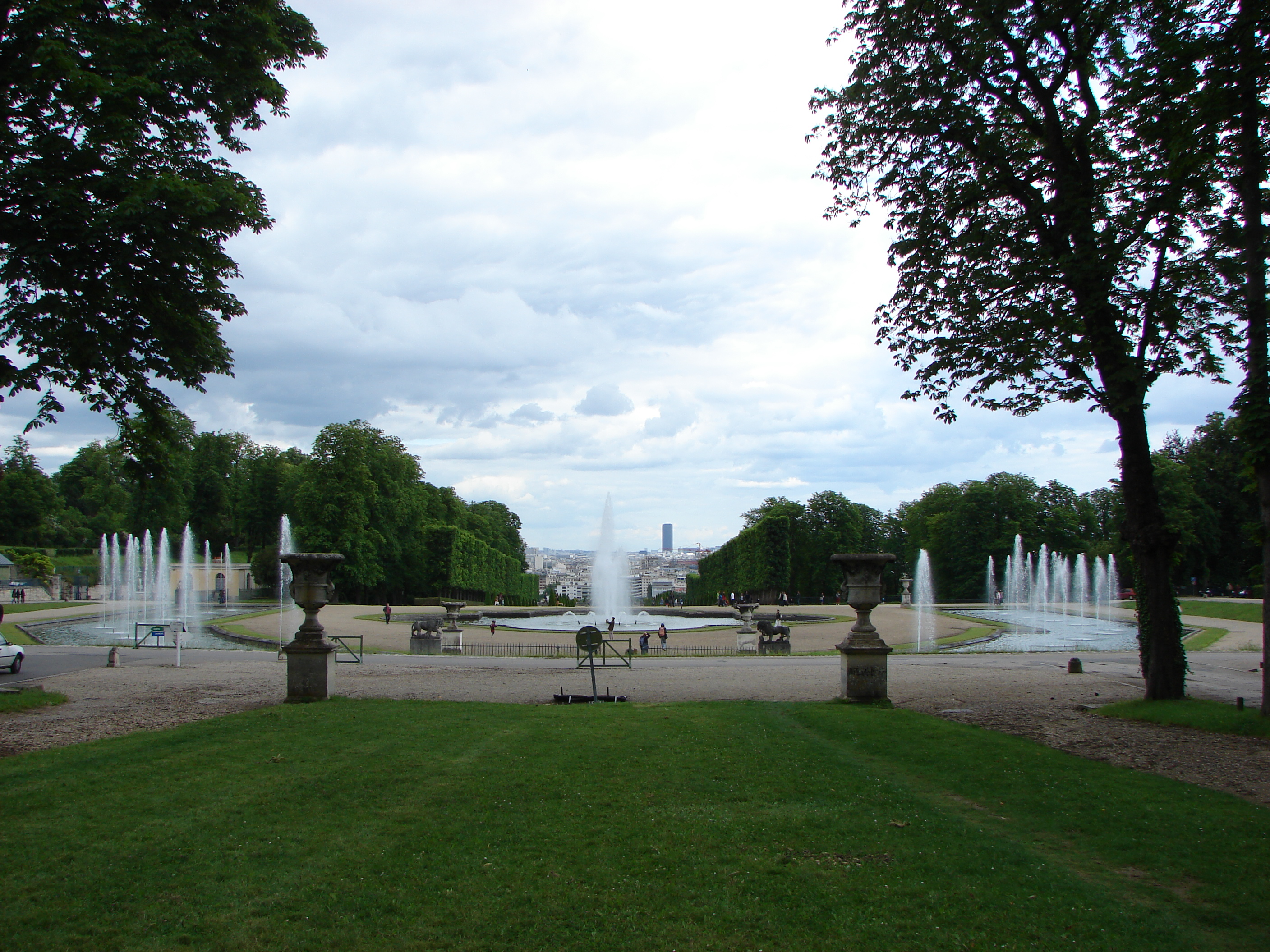
Jeux d’eau au bassin de la petite gerbe.
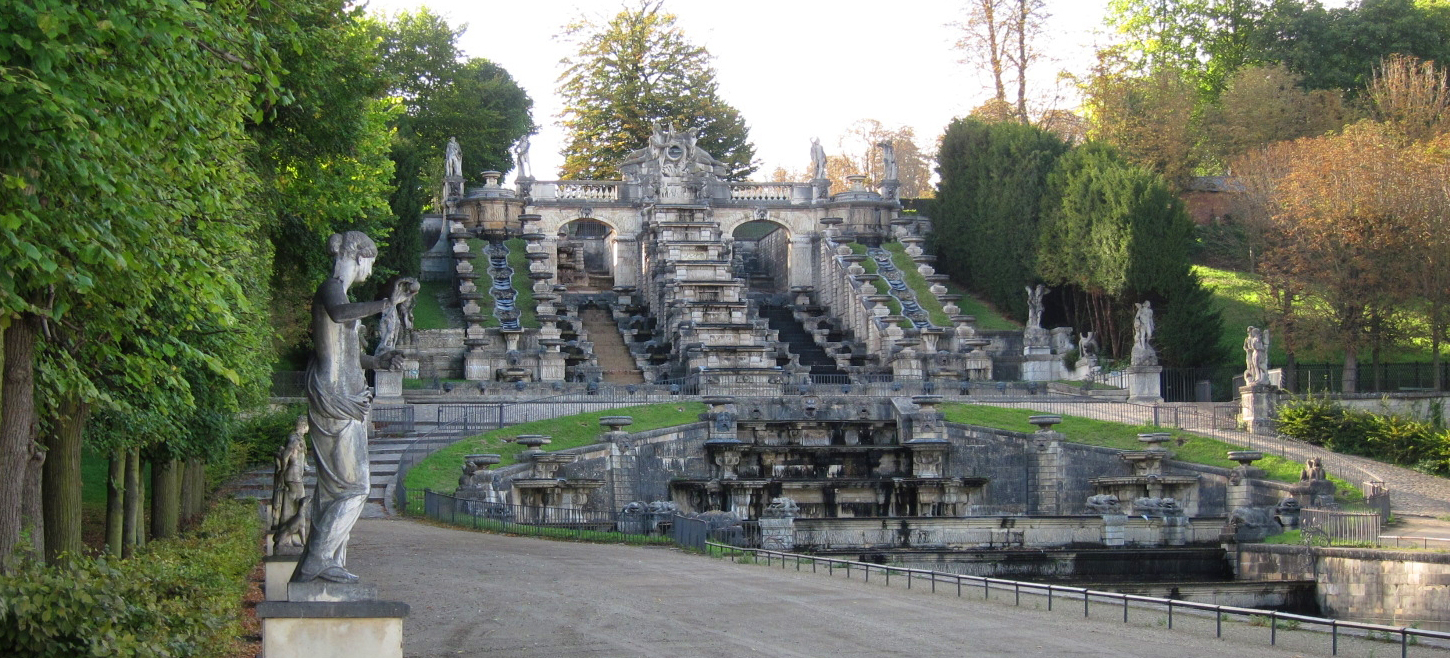
La grande cascade.

## Pour approfondir